# Turkse keuken

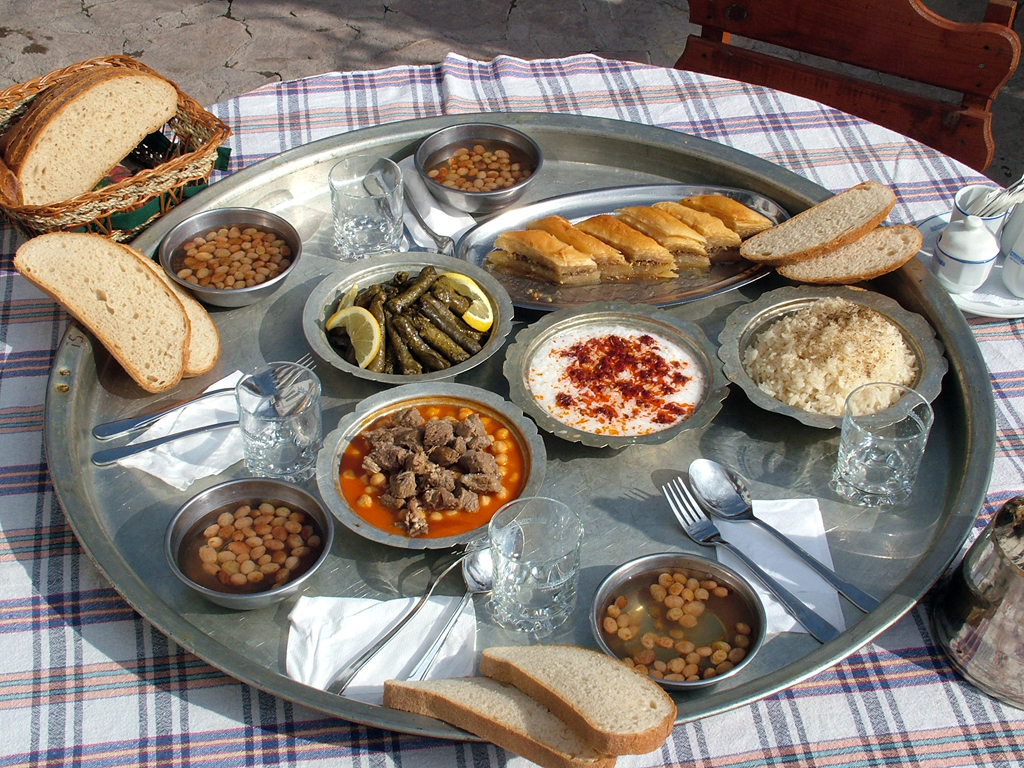
Een Turkse middagmaaltijd

De Turkse keuken (Turks: Türk mutfağı) is een internationaal gekende keuken met een lange traditie.
De variatie van het eten in Anatolië komt voort uit de talloze invasies van vreemde volkeren, die een spoor van kookstijlen hebben achtergelaten in het gebied. Een andere reden voor de diversiteit van de Turkse keuken is dat, op hun weg uit Centraal-Azië, de Oghuz-Turken in hun rijken zoals het Ottomaanse en Seltsjoekse Rijk, de bevolking van Iran, Irak, Egypte en de Balkan integreerde en hun kookkunst overnam. De Ottomaanse sultans hadden in het Topkapıpaleis in Istanboel een gigantische keuken waardoor, onafhankelijk van de welstand van de bevolking, de luxueuze Turkse kookkunst behouden bleef en uitgebreid werd. Op het platteland bleven daarnaast regionale en etnische keukens in stand.
De traditionele Centraal-Aziatische Turkse keuken heeft blijvende invloed gehad op de keukens van Europa en het Midden-Oosten. Zo is yoghurt, het belangrijkste onderdeel van Griekse tzatziki en Turkse cacik en ayran een typische Turkse nomadendrank.
De gerechten zijn meestal gebaseerd op vers fruit en groente, gegrild vlees of vis en een variëteit aan salades. De diverse schotels worden vaak begeleid door yoghurt en sauzen.

## Ontbijt

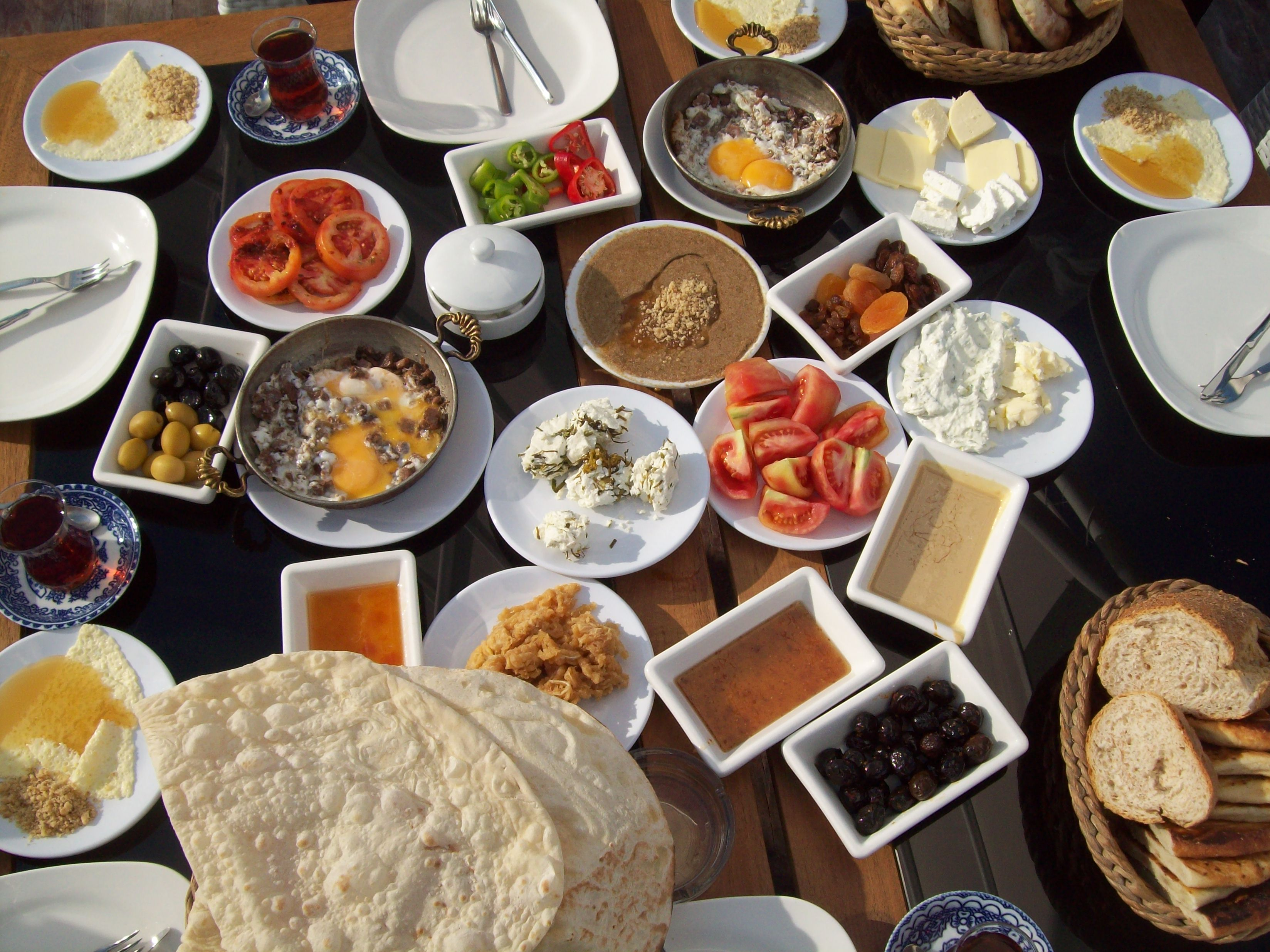
Een Turks ontbijt in Van

Een simpel Turks ontbijt bestaat meestal uit een aantal kleine gerechten, waaronder in de meeste gevallen zuurdesem- of platbrood, kaas, verse boter, honing, olijven, tomaten, komkommers, gebraden en gekookte groenten en kajmak. Gerechten die vaak in de ochtend worden gegeten in Turkije zijn soepen, omeletten (in het bijzonder Menemen), börek, pastırma. Het Turkse woord voor ontbijt, kahvaltı, betekent 'voor de koffie'. Tijdens het ontbijt wordt thee gedronken.

## Zuivelproducten
Als een traditioneel agrarische en deels nomadische samenleving kent Turkije een rijk gebruik van zuivelproducten. Met de melk van voornamelijk schapen, en in het noorden en oosten ook koeien, worden verschillende soorten kazen geproduceerd. Veel van deze kazen worden jong gerijpt, maar enkele regio's hebben ook een cultuur van oude kazen, bijvoorbeeld rond de stad Kars in het noordoosten. Van de melk worden ook andere producten gemaakt, zoals boter en yoghurt. Deze ingrediënten vormen op hun beurt weer de basis voor gerechten als Kuymak (een soort fondue met maïs) en Cacik (de populairste Turkse saus).

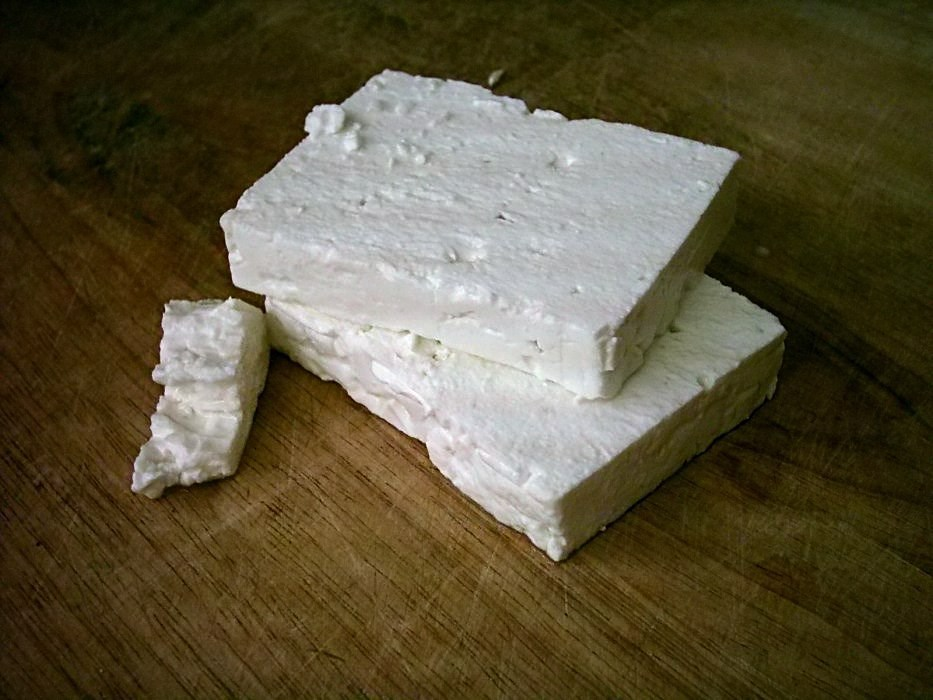
Beyaz Peynir
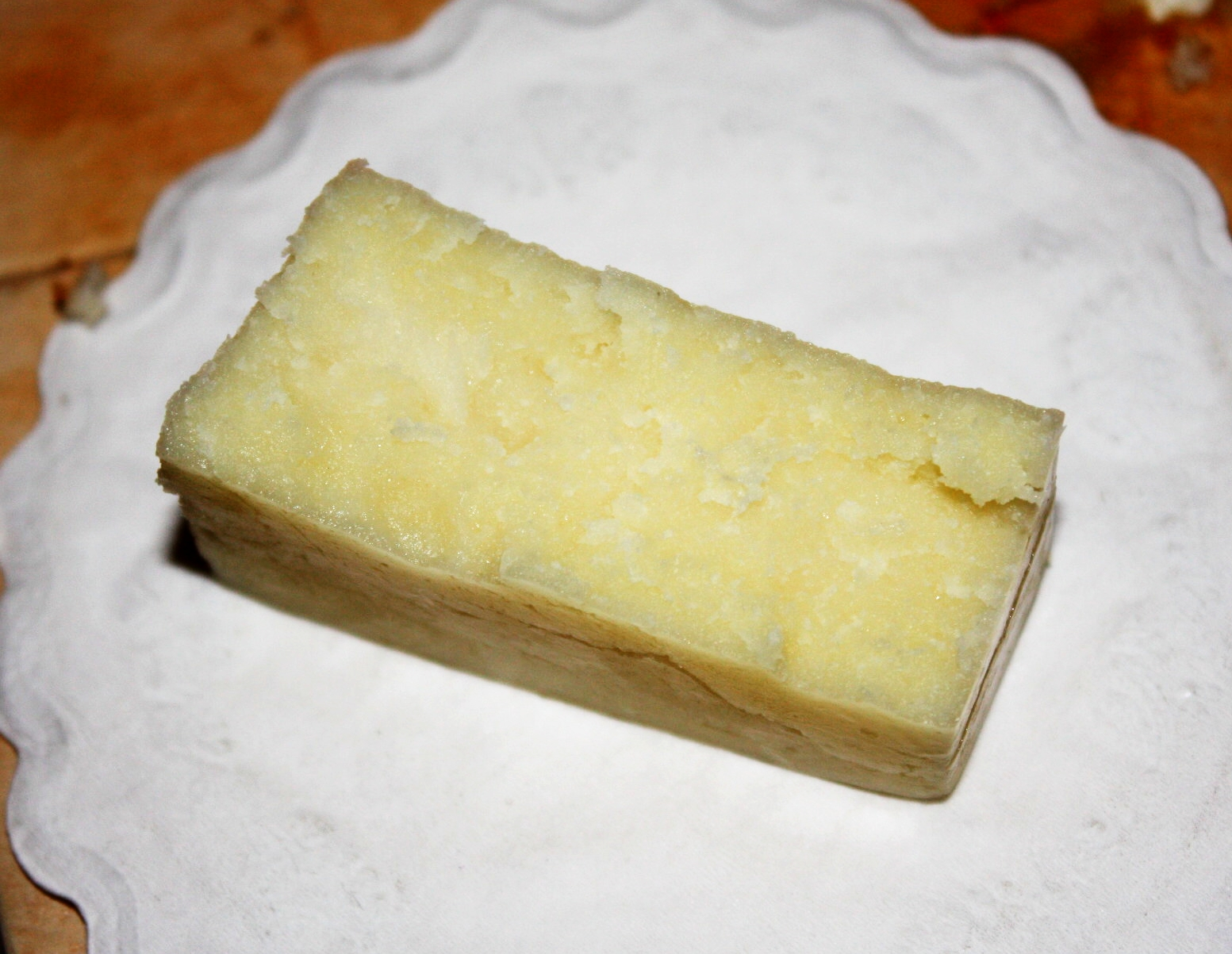
Kaşar
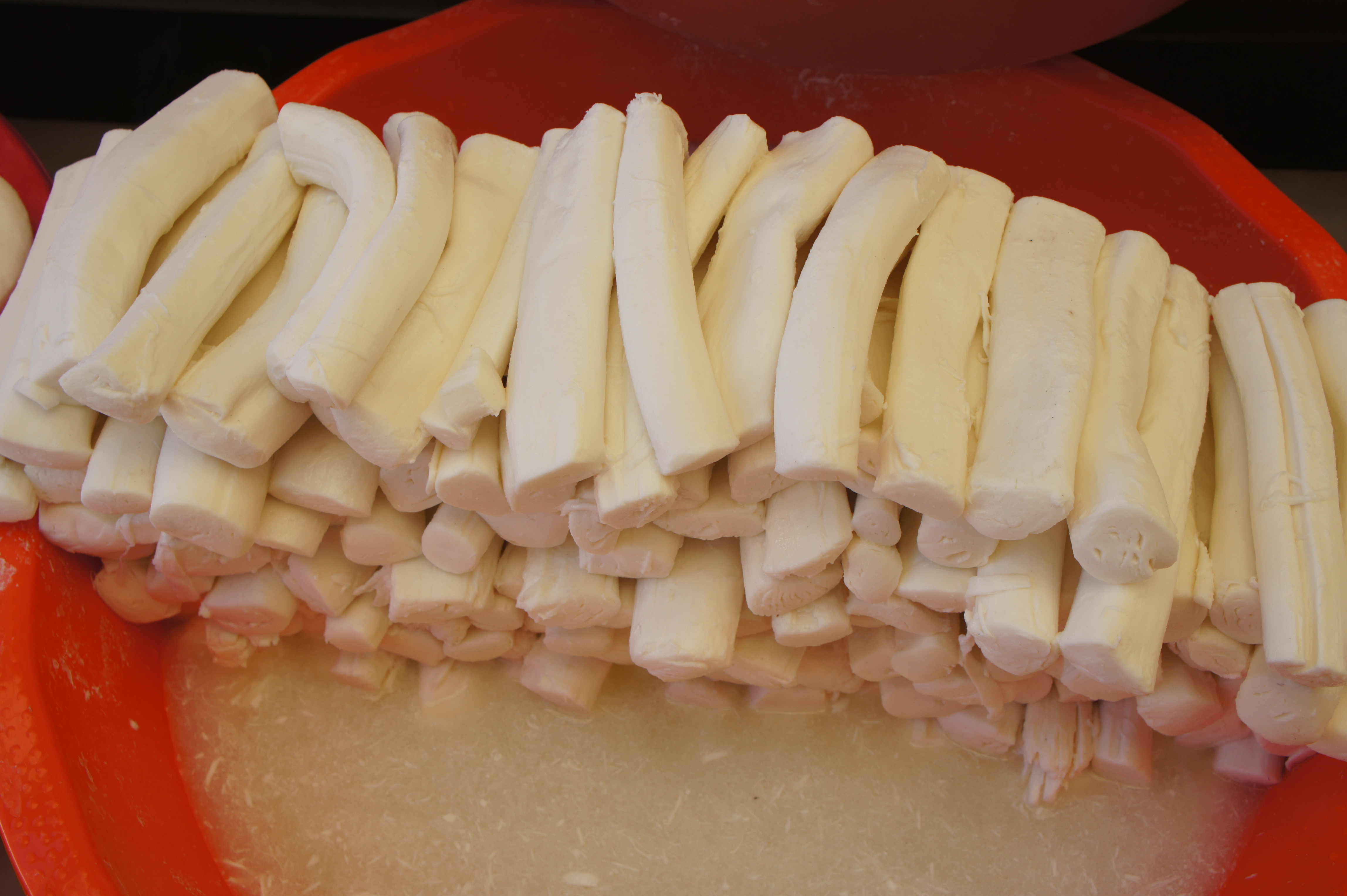
Tel Peynir
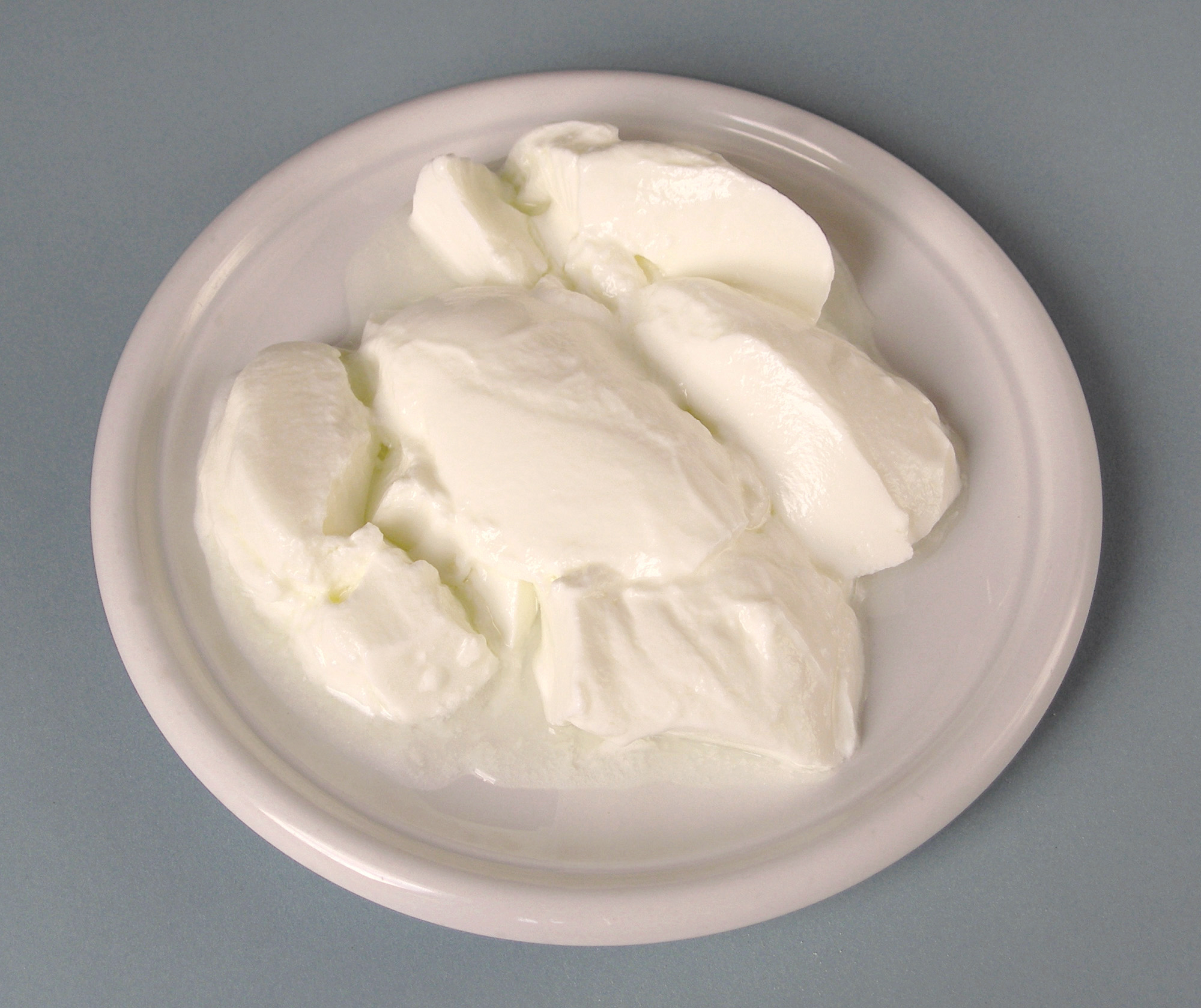
Yoghurt
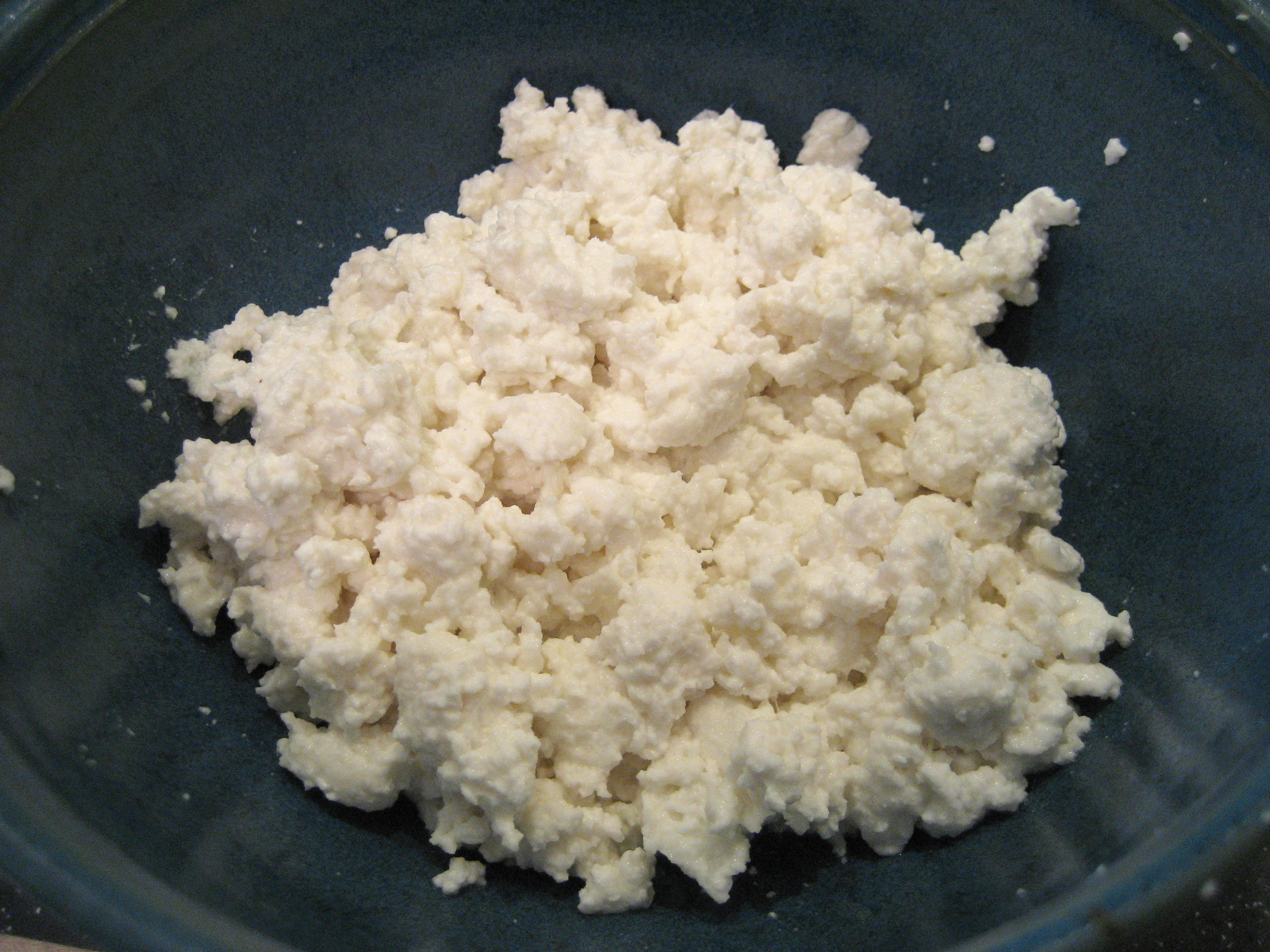
Lor Peyniri
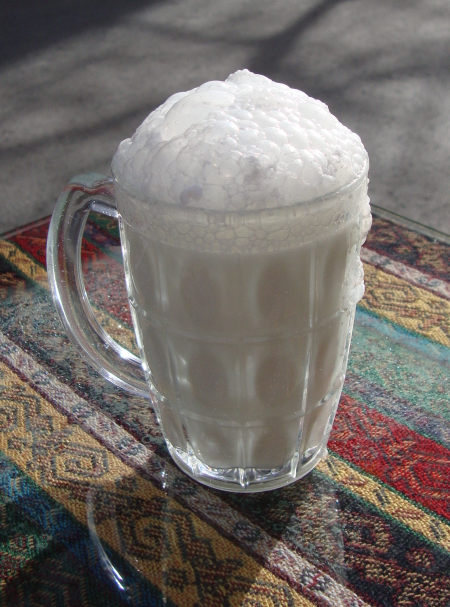
Ayran

## Broden
Net als andere landen gelegen aan de vruchtbare sikkel heeft Turkije een rijke graancultuur die zich uit in onder andere diverse broodsoorten. Platbrood yufka, bazlama en filodeeg zijn kenmerkend voor de Anatolische keuken, waarschijnlijk zijn deze technieken meegenomen vanuit Centraal-Azië. De Turkse nomaden bakten hun brood op een kookplaat, terwijl de inwoners van Anatolië voornamelijk ovens gebruikten. Beide tradities leven in Turkije voort. Traditionele broden van Oost-Anatolië zijn onder andere Tandır, dat tegen de wand van een kleine kleioven wordt gebakken en Trabzon- of Vakfıkebir-brood, een groot lichtbruin brood met zuurdesem dat tot zo'n 7,5 kilogram wordt gemaakt in een steenoven.

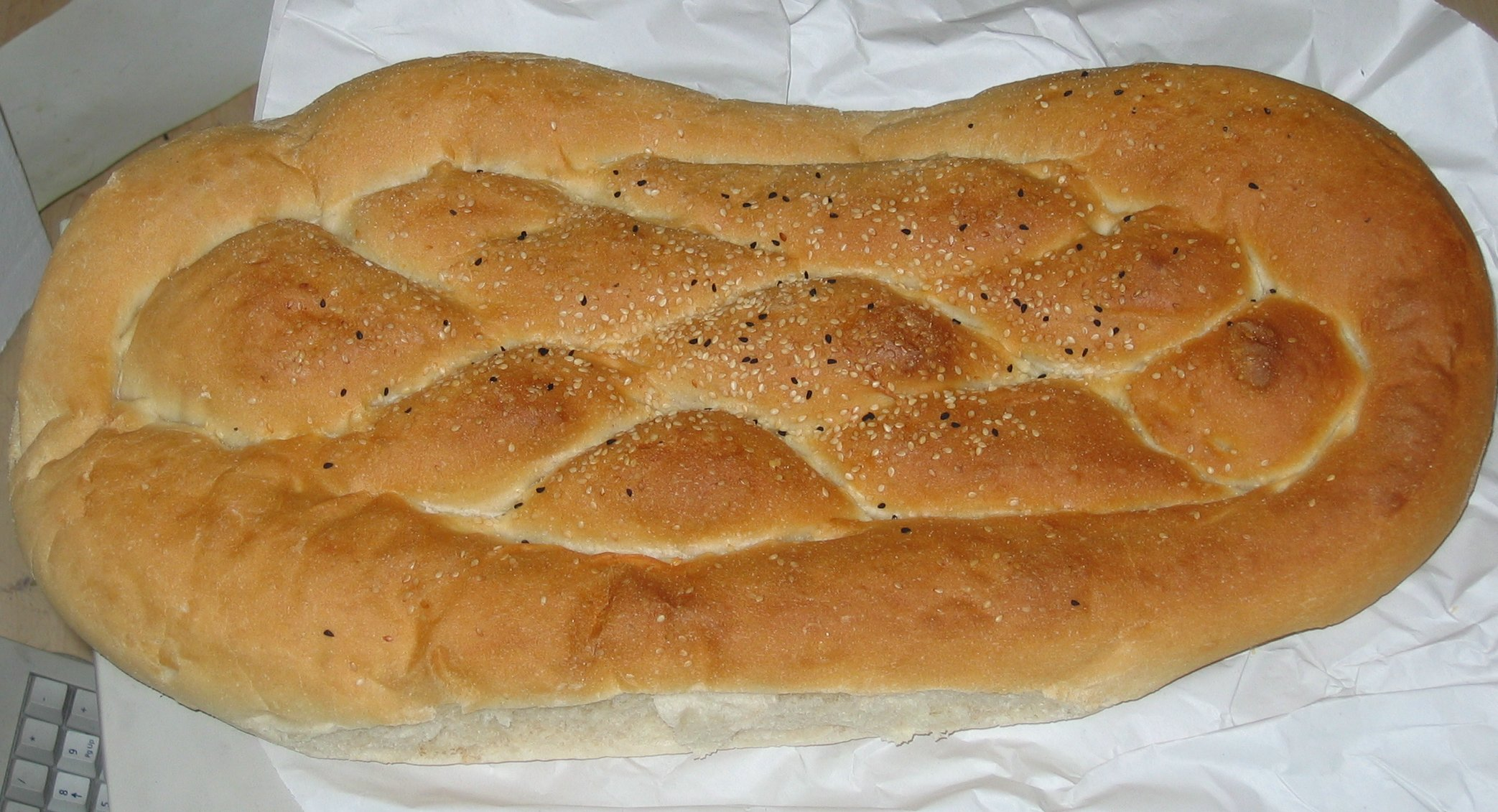
Pide
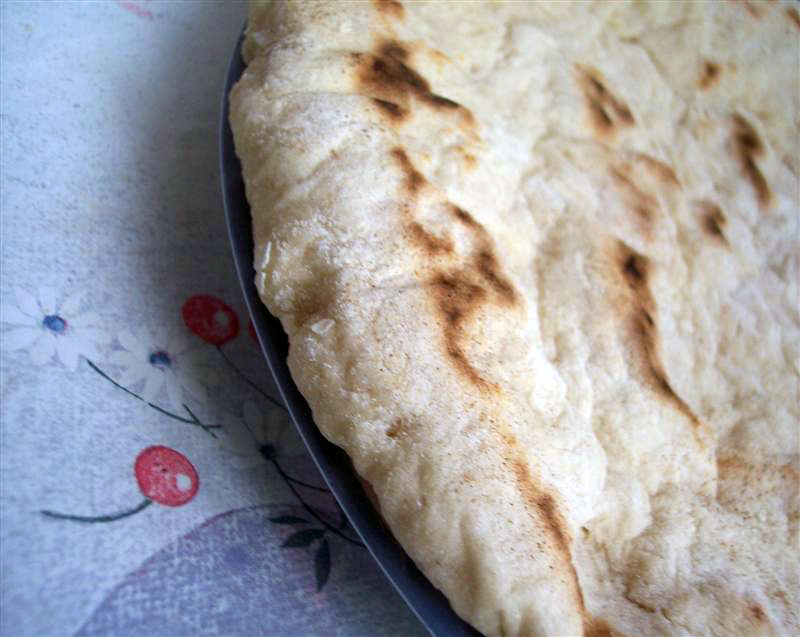
Bazlama
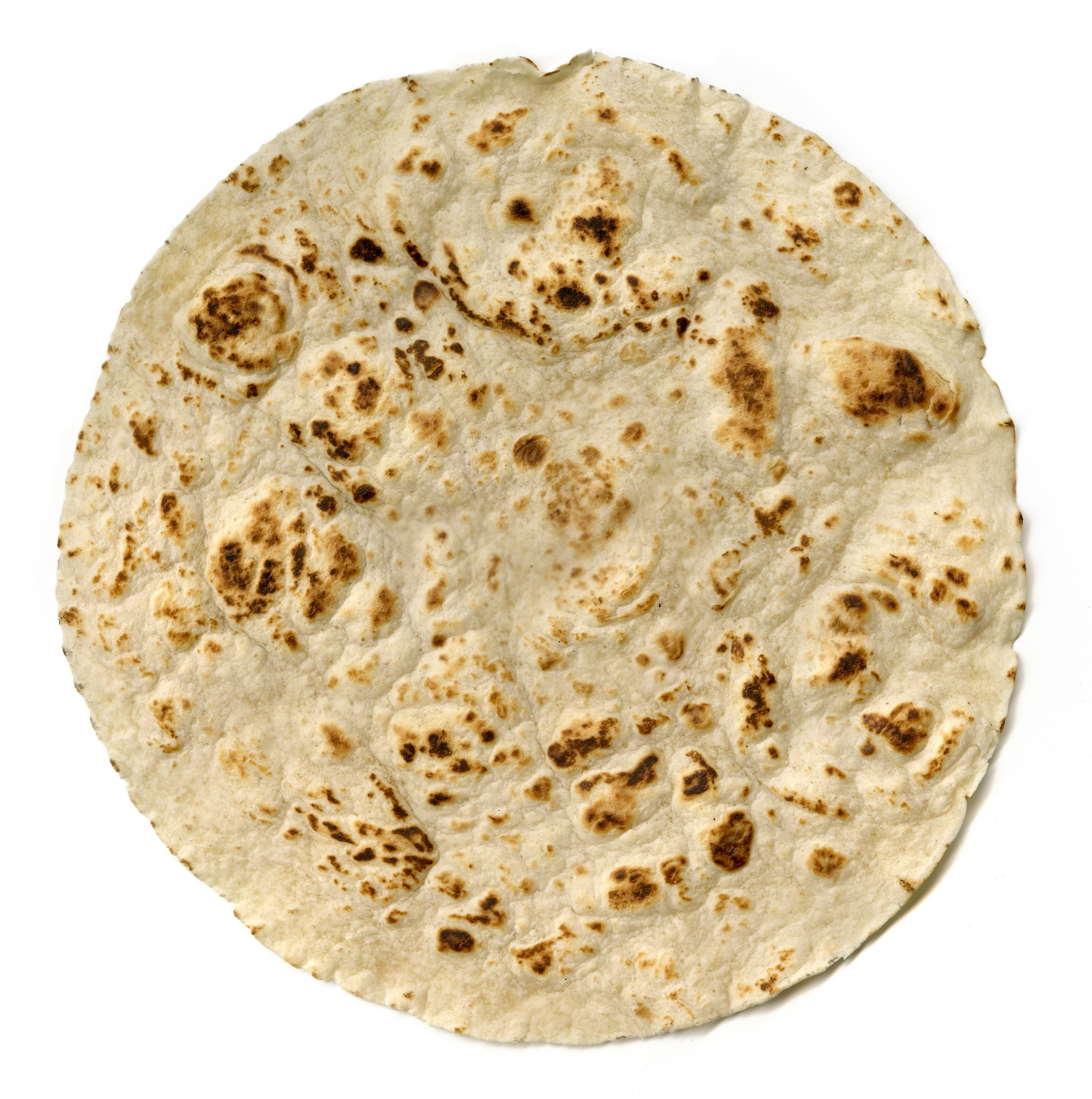
Yufka
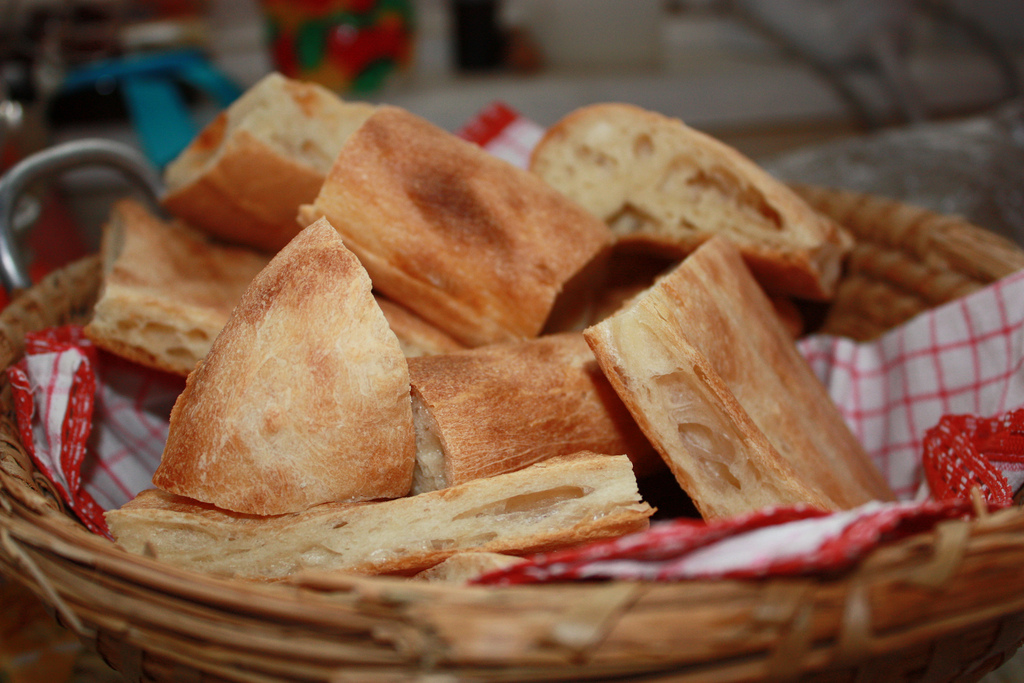
Lavaş
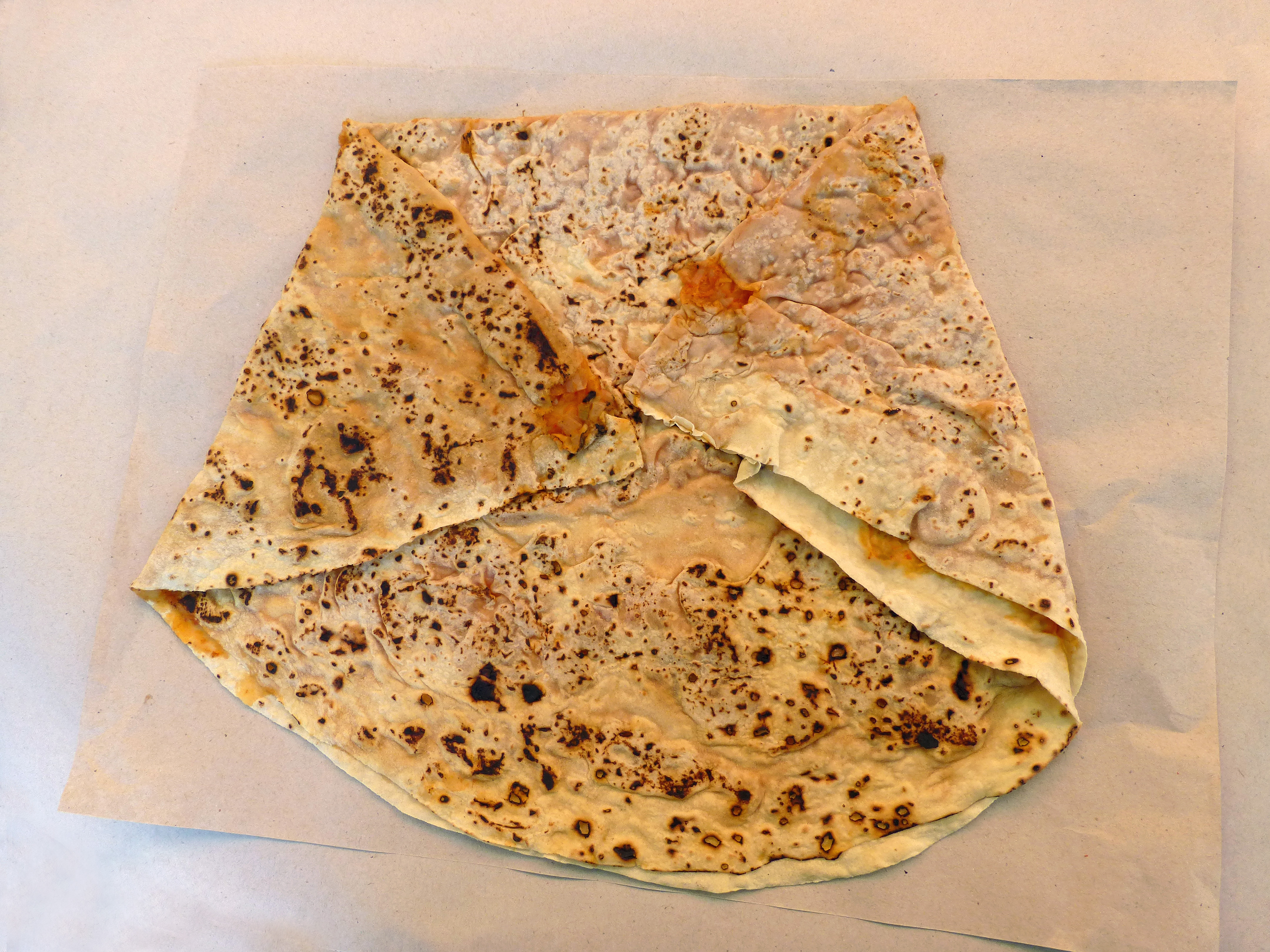
Gözleme
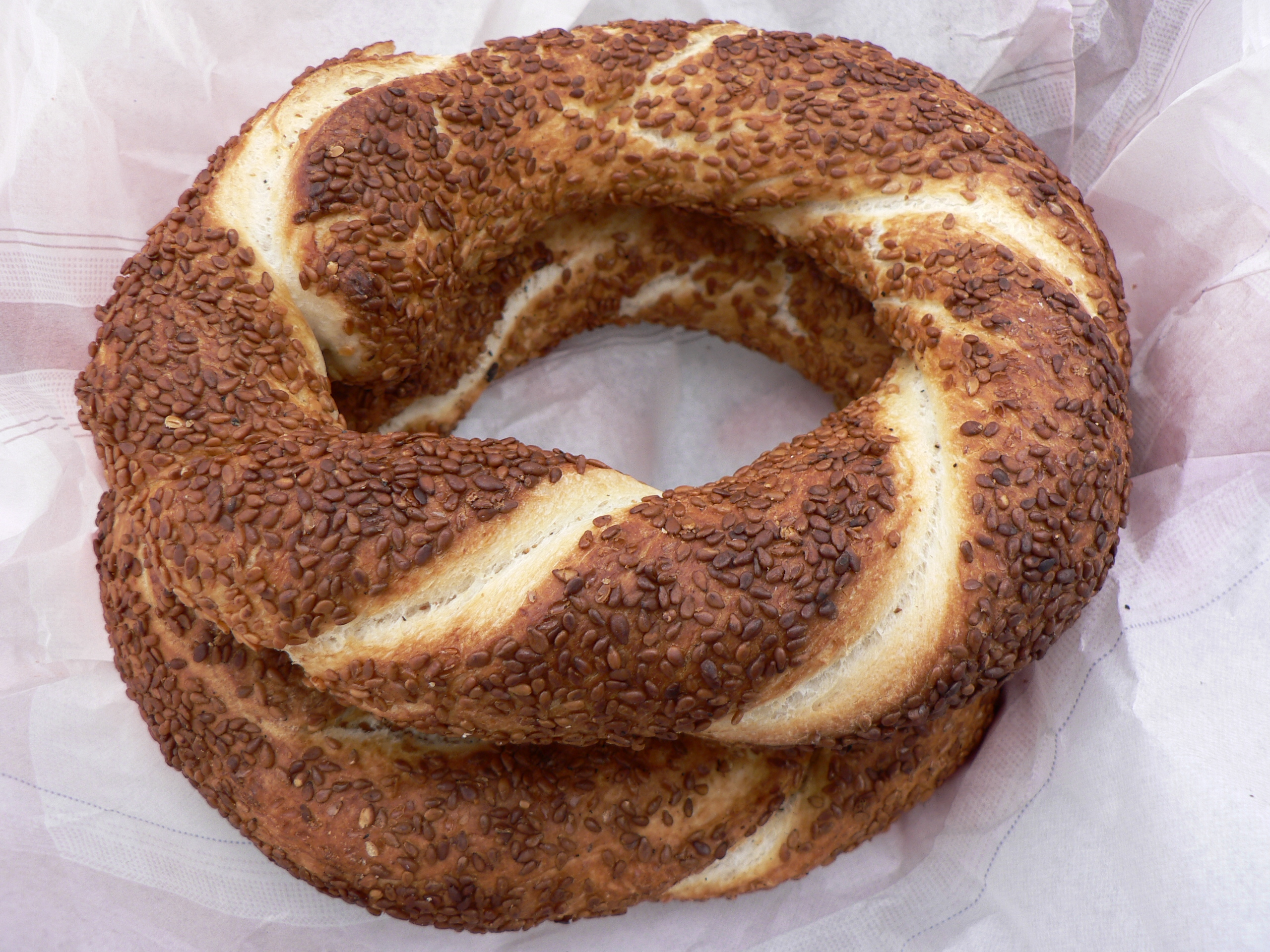
Simit
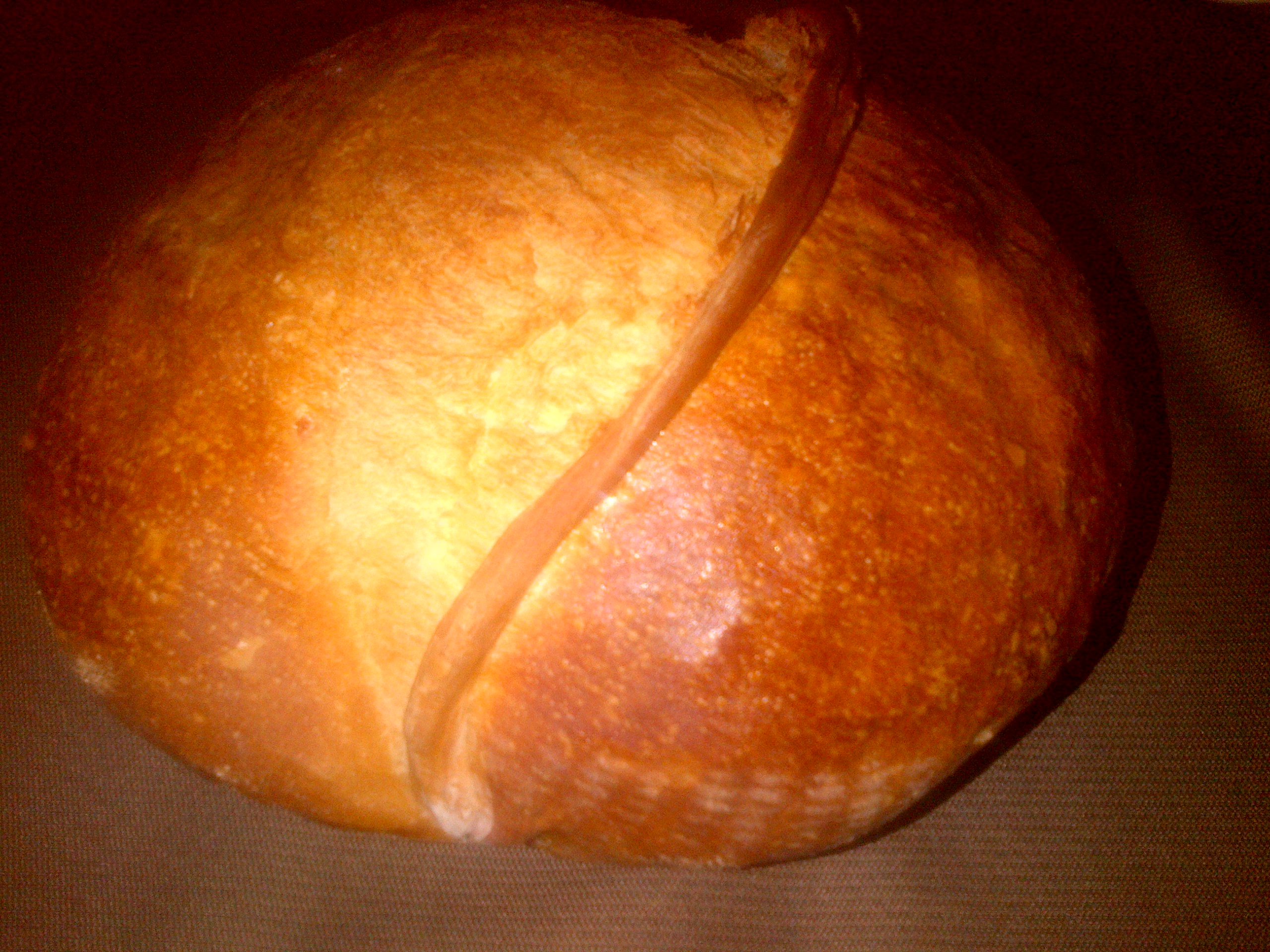
Vakfıkebir-brood
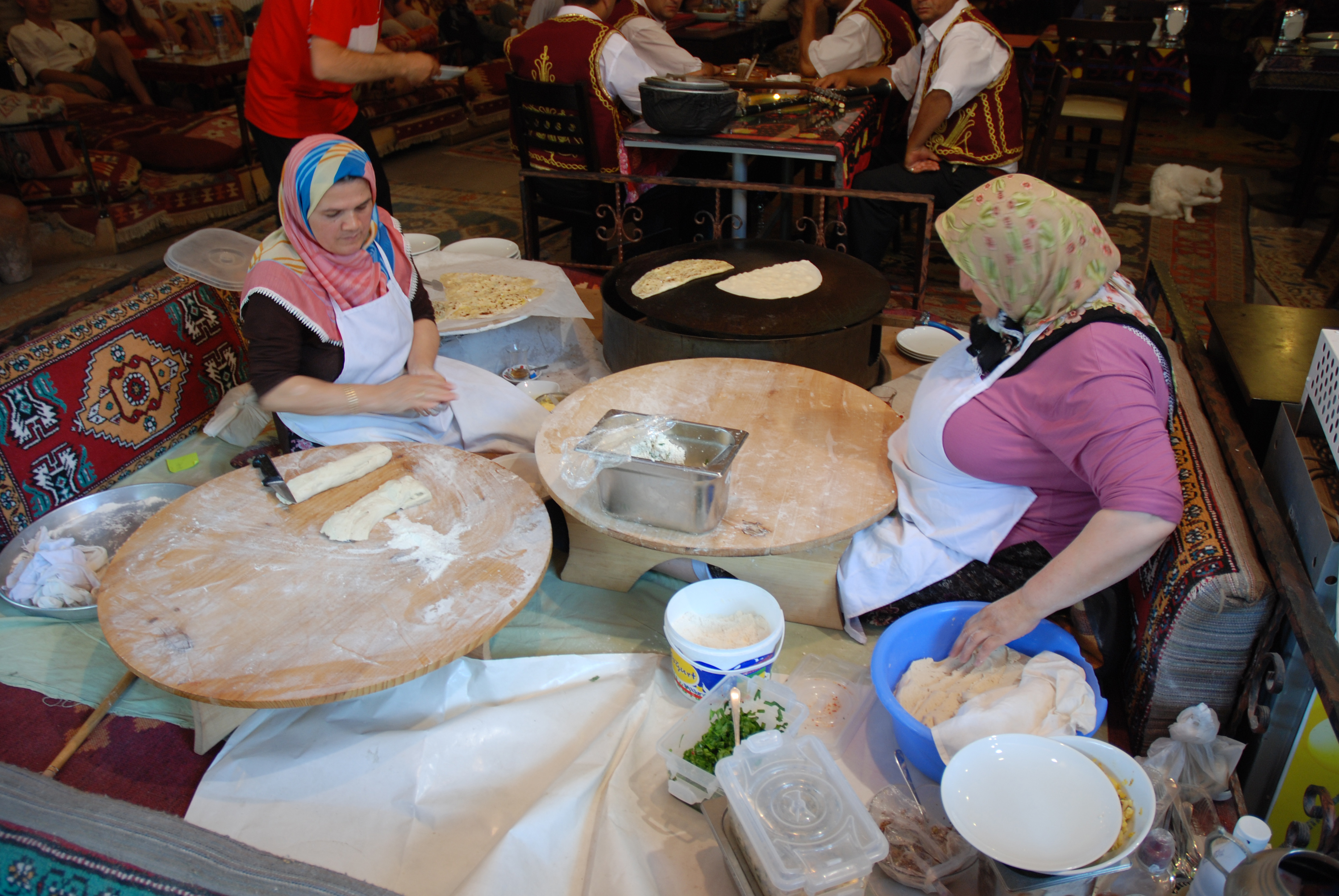
Turkse vrouwen maken Yufka (platbrood)

## Soepen
Een Turkse maaltijd begint meestal met een dunne soep (çorba). Veel gegeten soepen zijn onder andere mercimek (rode linzen), tarhana (vermalen granen) en yoghurtsoep. De meeste soepen zijn vernoemd naar het hoofdingrediënt:
- Buğday aşı/Yoğurt Çorbası/Ayran Çorbası (yoghurtsoep)
- Lahana (koolsoep)
- Tavuk (kippensoep)
- Düğün (bruiloftssoep)
- Ekşi Aşı (zure soep)
- Balık (vissoep)
- İşkembe (penssoep)
- Mercimek (rode linzensoep)
- Paça (schapen- of koeienhoofd soep)
- Pazı (snijbietsoep)
- Şehriye ('kleine pasta'-soep)
- Tarhana (granensoep)
- Domates (tomatensoep)
- Tutmaç (linzen met pasta)
- Yayla (bergweidesoep)
- Yüksük (vingerhoedsoep)

## Pasta's en rijstschotels
- Pilaf (een standaard bijgerecht van enkel rijst en orzo)

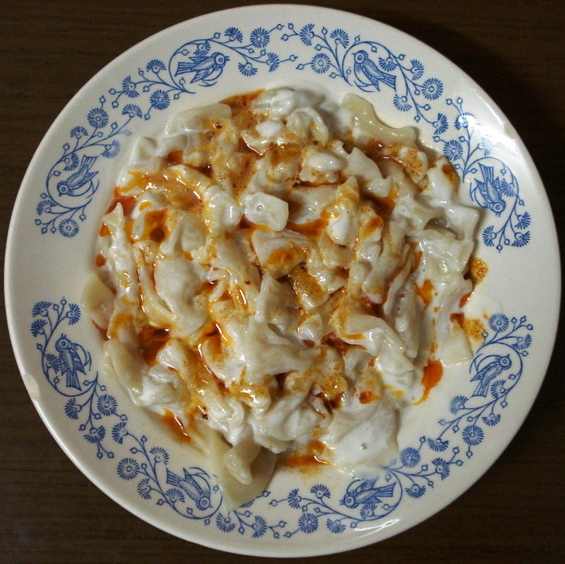
Mantı
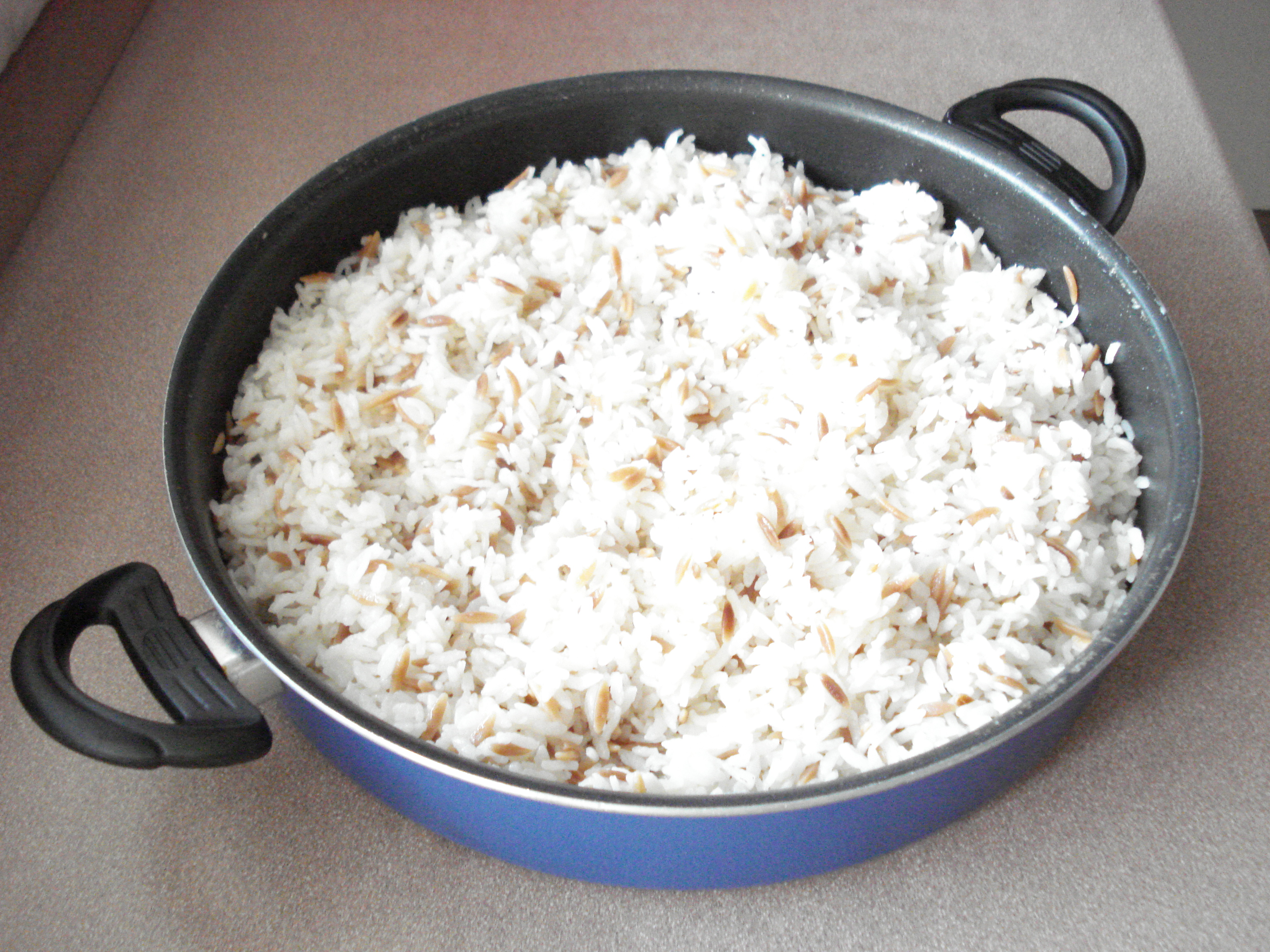
Pilaf

- Domatesli pilav
- Etli pilav
- Nohutlu pilav
- İç pilav
- Patlıcanlı pilav
- Özbek pilavı
- Acem pilavı
- Bulgur pilavı
- Perde pilavı
- Hamsili pilav
- Frik pilavı
- Mantı
- Erişte
- Keşkek
- Kuskus

- Mantı
- Pilaf

## Mezes en salades
Een Turks voorgerecht bestaat meestal uit een groot aantal kleinere gerechten (meze). Deze mezes kunnen gezamenlijk of individueel ook een hoofdgerecht vormen. Bij de mezes worden meestal ook simpele gerechten als olijven en witte kaas geserveerd.

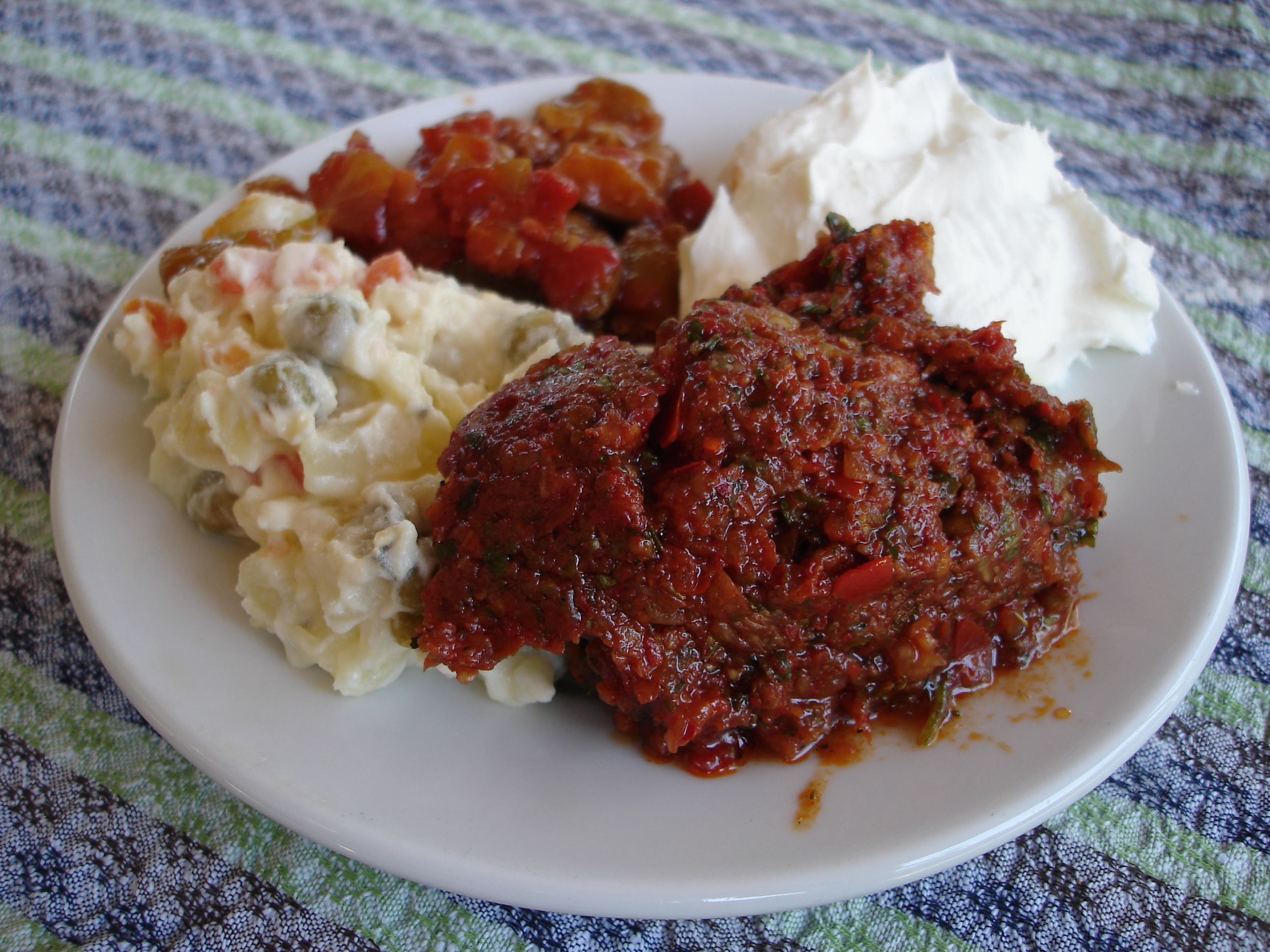
Een bord met Turkse mezes
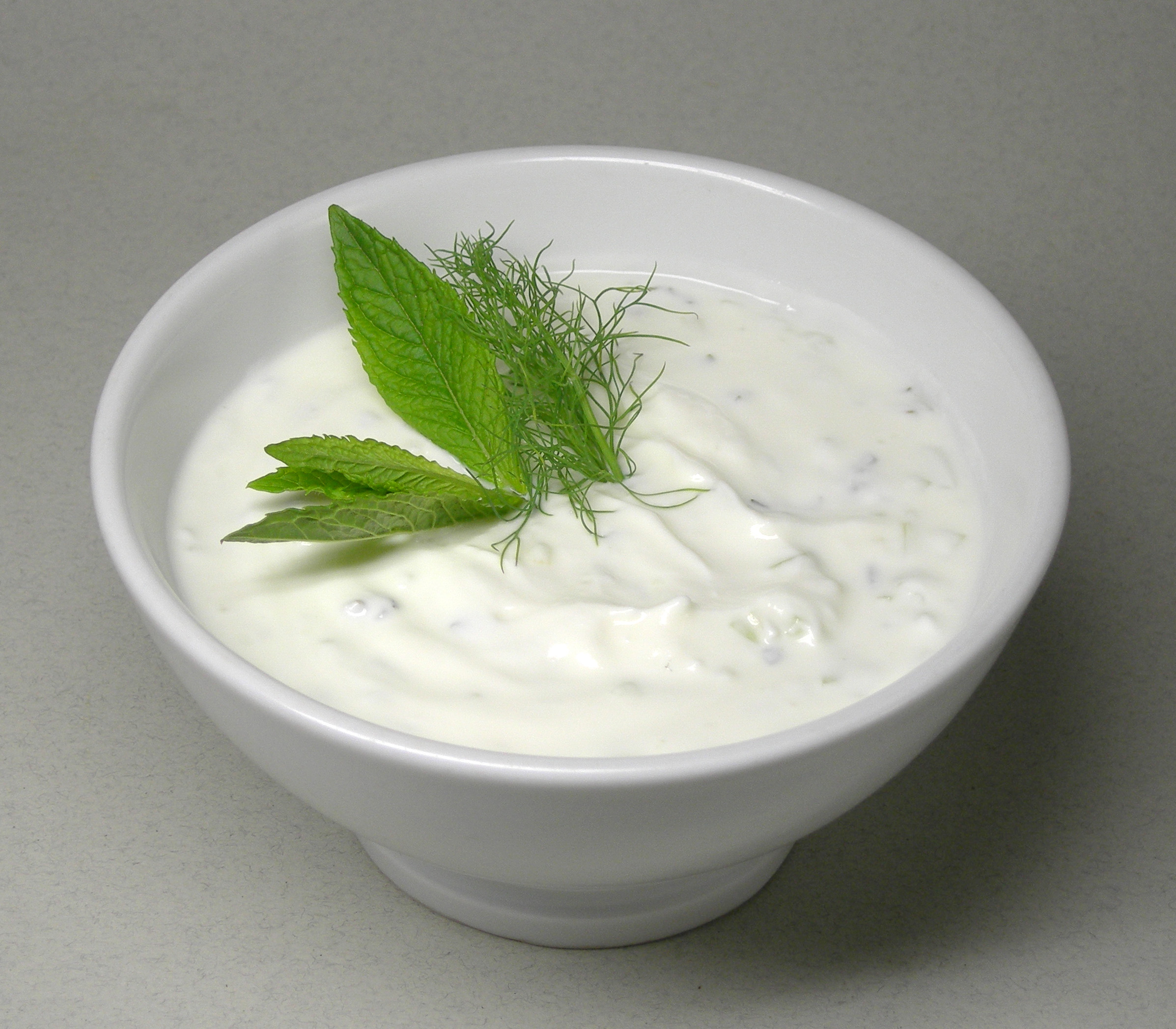
Cacık
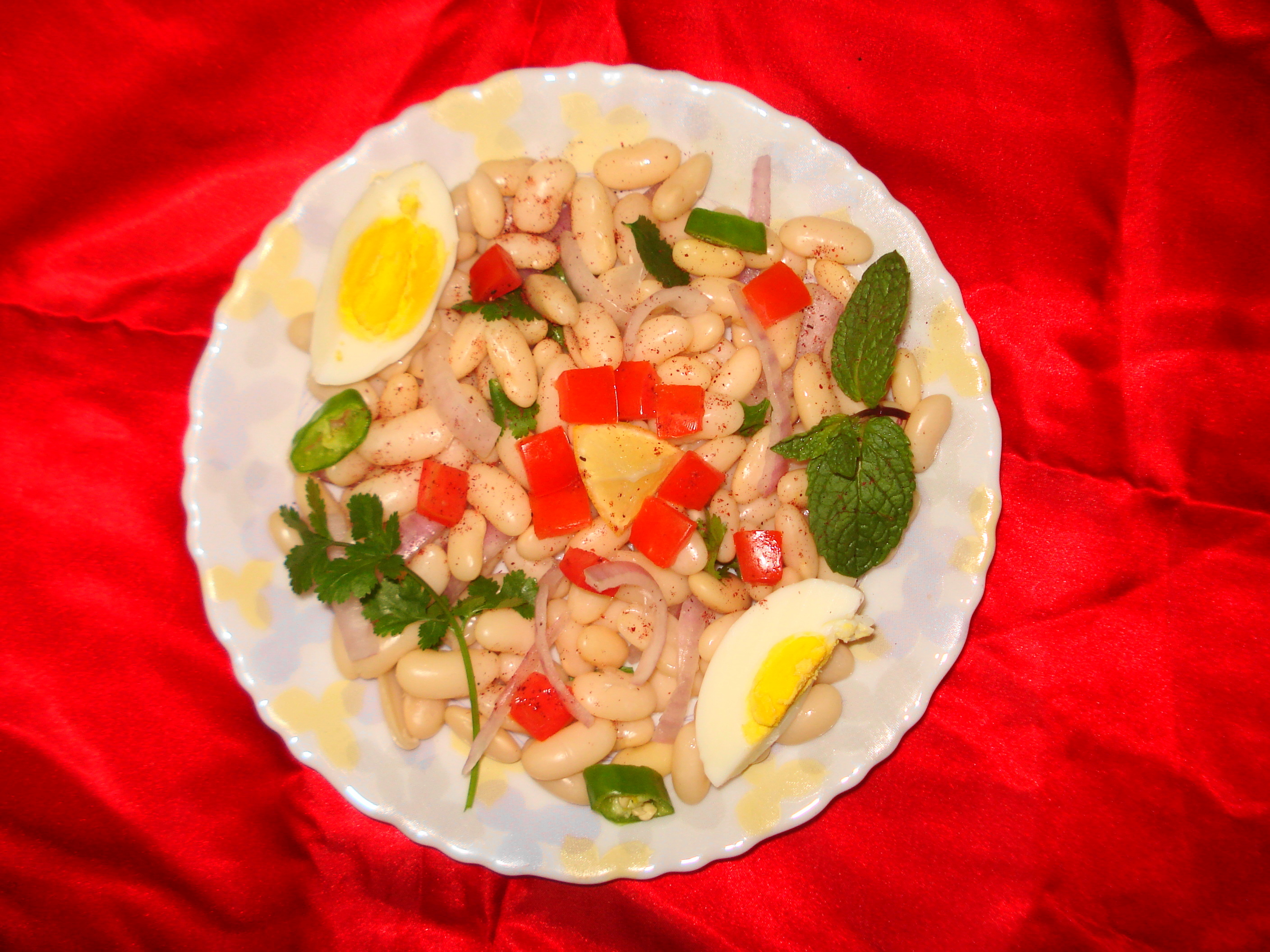
Piyaz
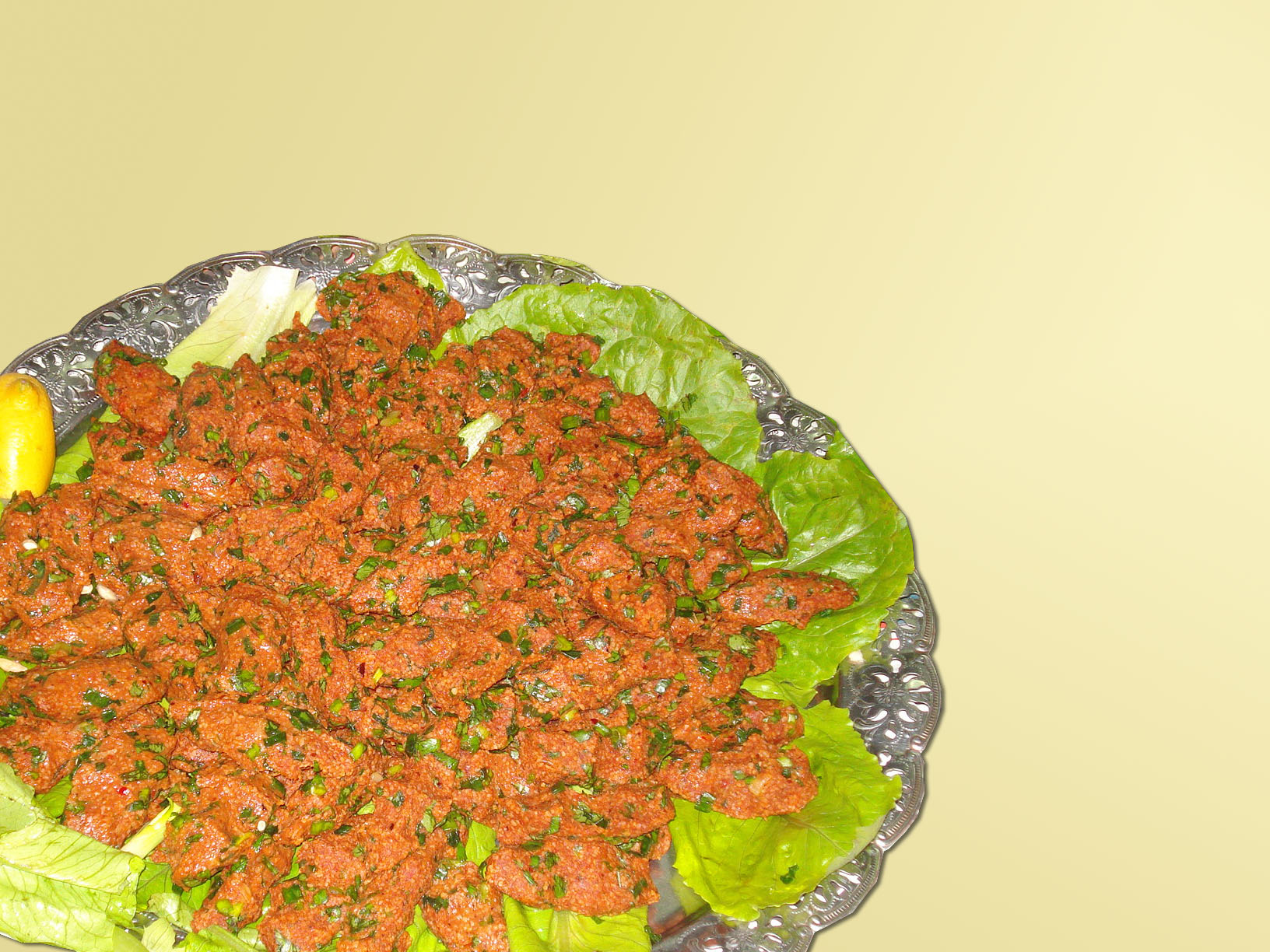
Çiğköfte
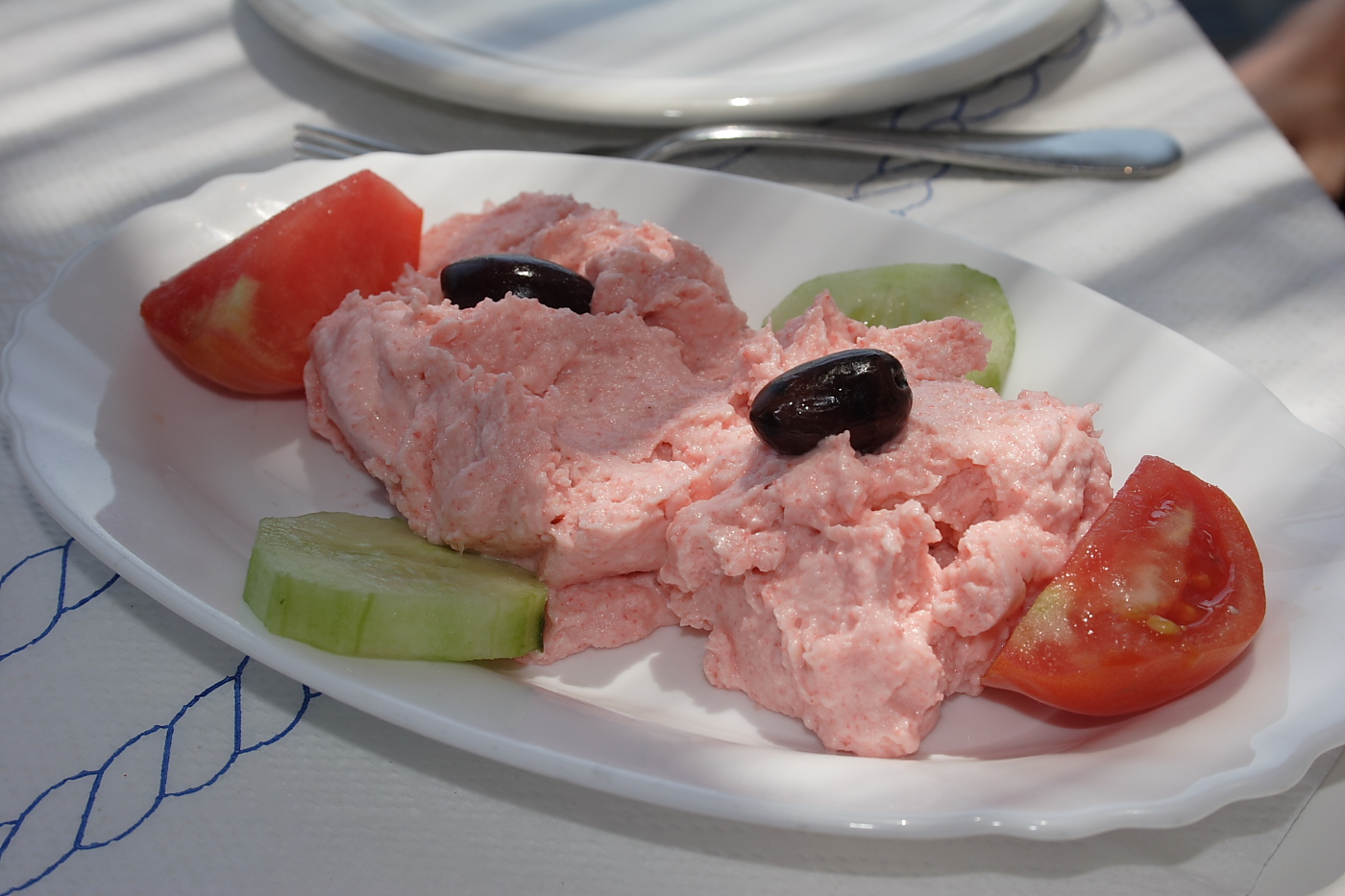
Tarama
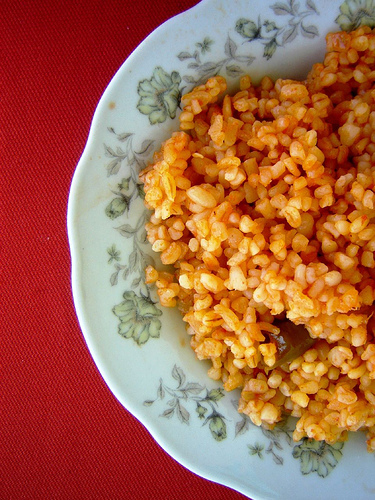
Bulgur pilavı

## Dolmas en Sarmas
Dolma (gevuld) en Sarma (gerold) zijn twee technieken die populair zijn in de Turkse en Griekse keukens. Dolma bestaat meestal uit gevulde courgettes, aubergines, paprika's of tomaten. De vulling bestaat meestal uit rijst, gehakt, ui, peterselie en kruiden. Er bestaan vegetarische varianten met rozijnen en noten. Sarma (dolmadakia in het Grieks) heeft een vergelijkbare vulling, maar wordt gerold in blad van druif, wittekool of snijbiet.

## Vegetarische gerechten
De Turkse keuken kent een groot aanbod aan vegetarische gerechten, velen daarvan kunnen het hoofdgerecht vormen van een maaltijd. Veelgebruikte groenten zijn onder andere spinazie, prei, bloemkool, artisjokken, wittekool, selderij, aubergine, paprika, sperziebonen en aardpeer. Een typische Turkse stoofpot begint met een basis van ui en gepureerde tomaten in olijfolie. Hierna wordt het aangelengd met water en kruiden, en verrijkt met enkele groenten als spinazie, prei, sperziebonen of artisjokken. Pasta of rijst kan ook worden toegevoegd. Vegetarische stoofpotten worden in Turkije meestal in de pan geserveerd. Dolma en Sarma kunnen vegetarisch worden bereid. Pilav is meestal vegetarisch, en bevat vaak witte bonen, kikkererwten of linzen. Menemen en Çılbır zijn twee traditionele vegetarische omeletten.

## Vleesgerechten
Hoewel de Turkse keuken vooral bekend is om zijn kebabs kenmerkt de Turkse keuken zich niet door een rijk gebruik aan vlees. Vanuit religieuze en economische overwegingen was het eten van vlees tot in de 20e eeuw op het Anatolische platteland voorbehouden voor speciale gebeurtenissen zoals religieuze feestdagen, bruiloften of het eren van een goede gast. Kebab (gegrild vlees aan een spies) is echter een culinaire traditie van Turkije die zijn oorsprong vindt in Centraal-Azië, en derhalve tot in de steden aan de Chinese oostkust wordt gemaakt door de Turkstalige Oeigoeren. Populaire Kebab-gerechten zijn bijvoorbeeld İskender kebap; (dat is döner kebap geserveerd met yoghurt, tomatensaus en boter, waarvan het recept komt uit de stad Bursa; deze kebab was bedacht door İskender Efendi in 1867) en het vanuit Europa overgewaaide döner kebab. Een ander gerecht dat waarschijnlijk door nomaden uit Centraal-Azië is meegebracht naar Turkije is Pastırma; in de open lucht gedroogd vlees. Köfte zijn een soort gehaktballen, waarvan elke regio in Turkije zijn eigen variant heeft. Turkse worst (Sucuk) wordt gemaakt van verschillende dieren; rund, schaap en kip en is meestal pittig gekruid.

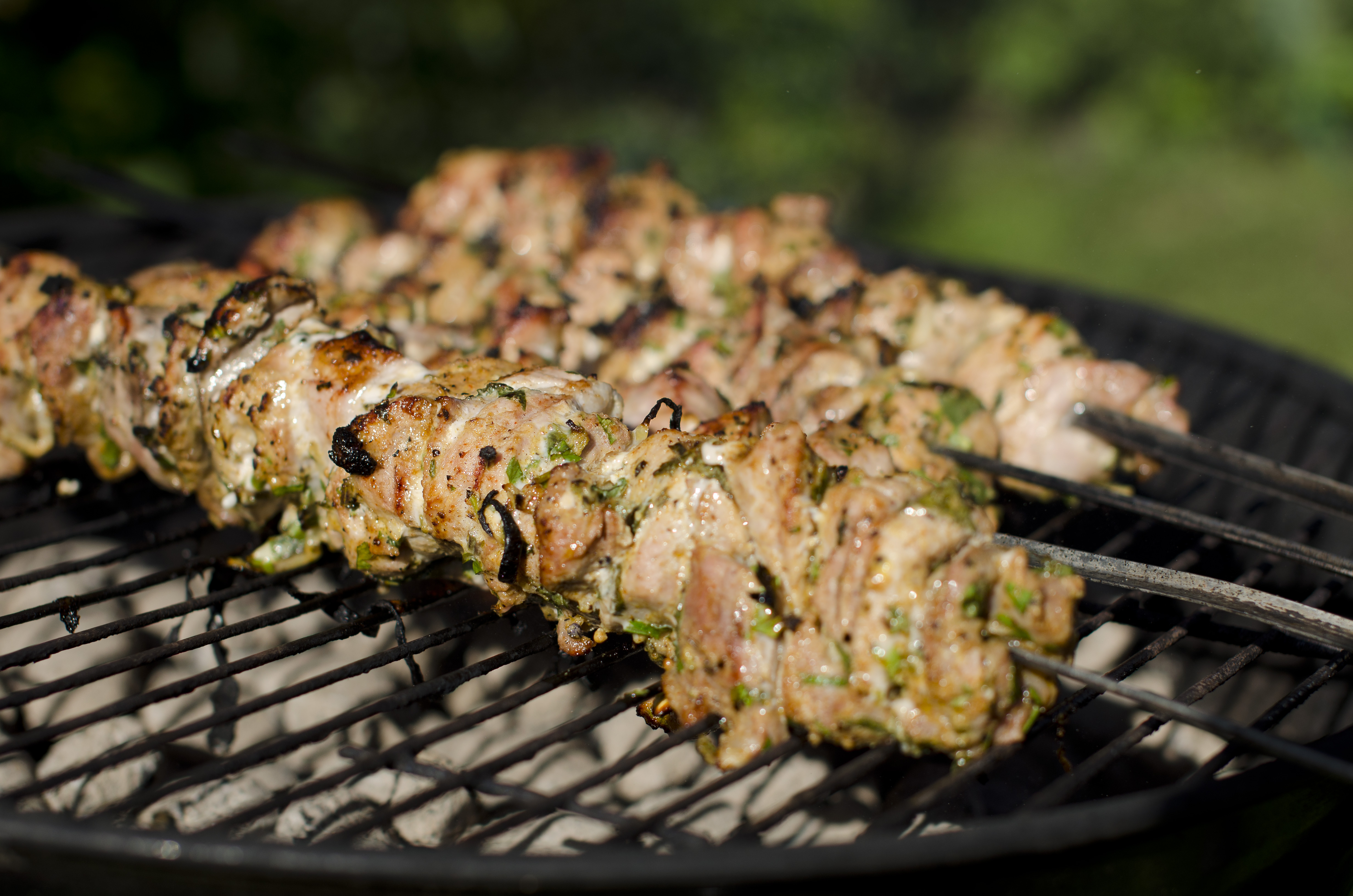
Şiş Kebabı
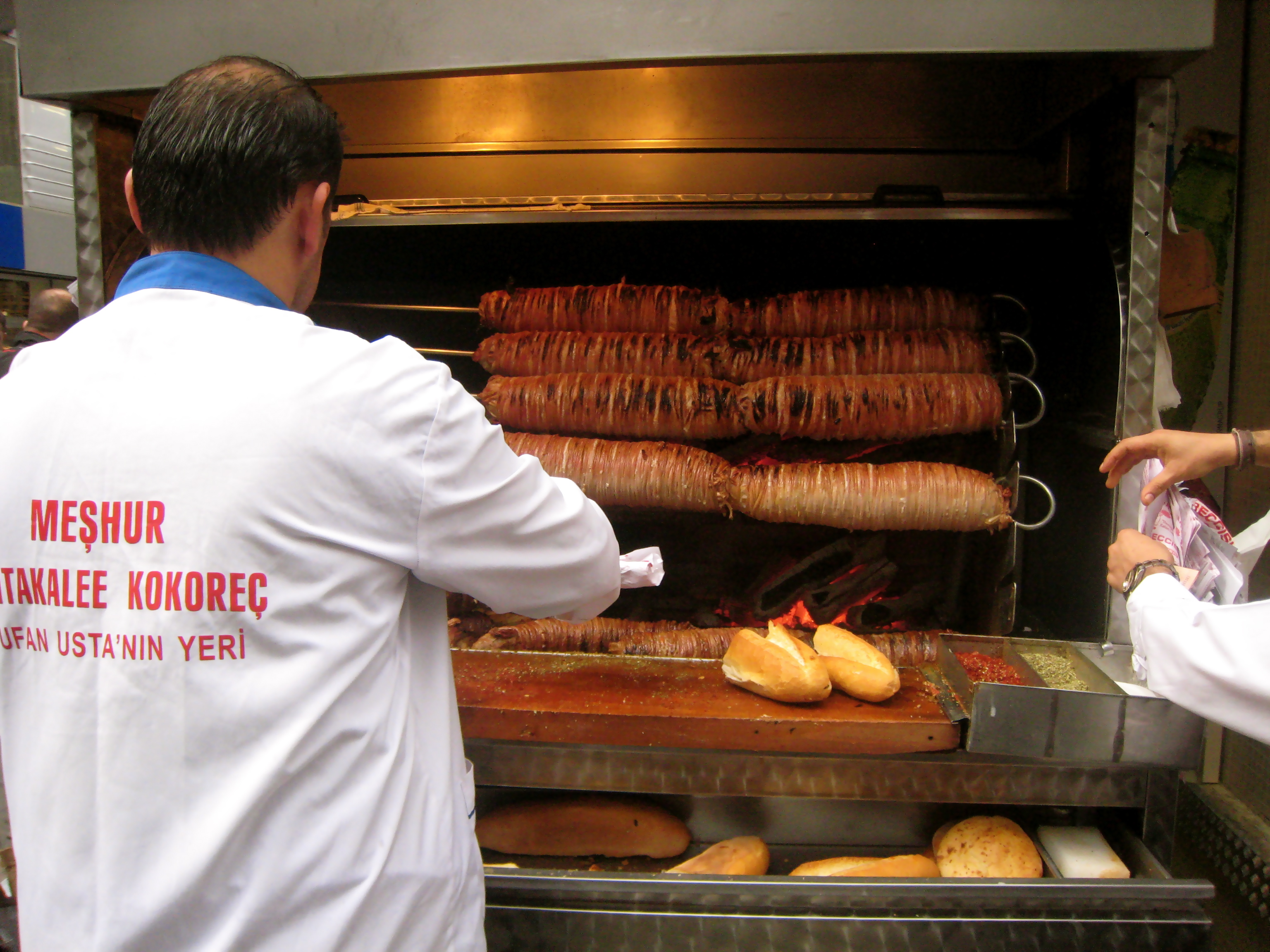
Kokoreç
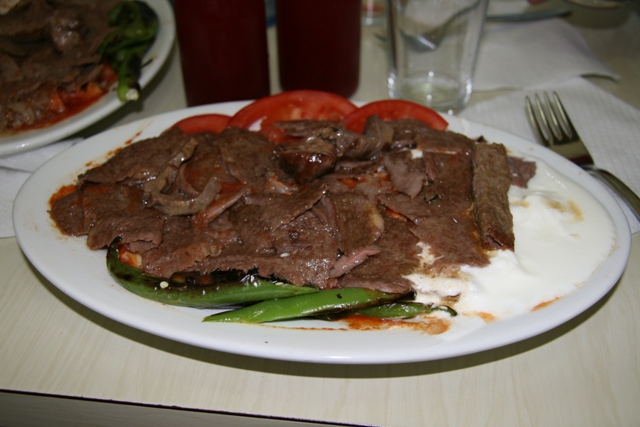
Iskender Kebap
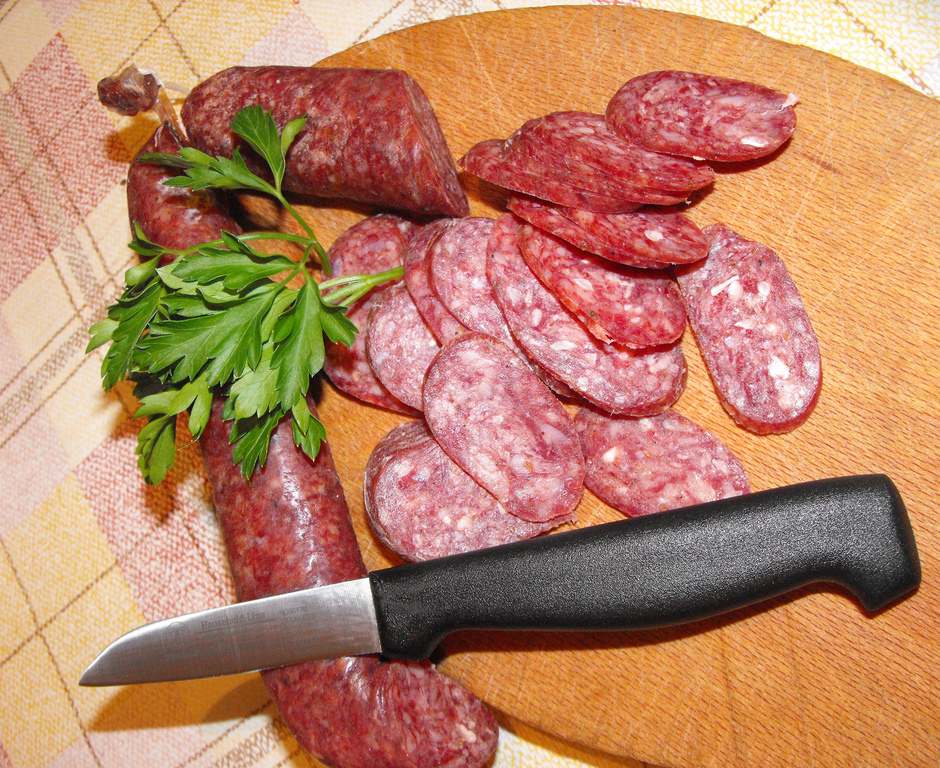
Sucuk
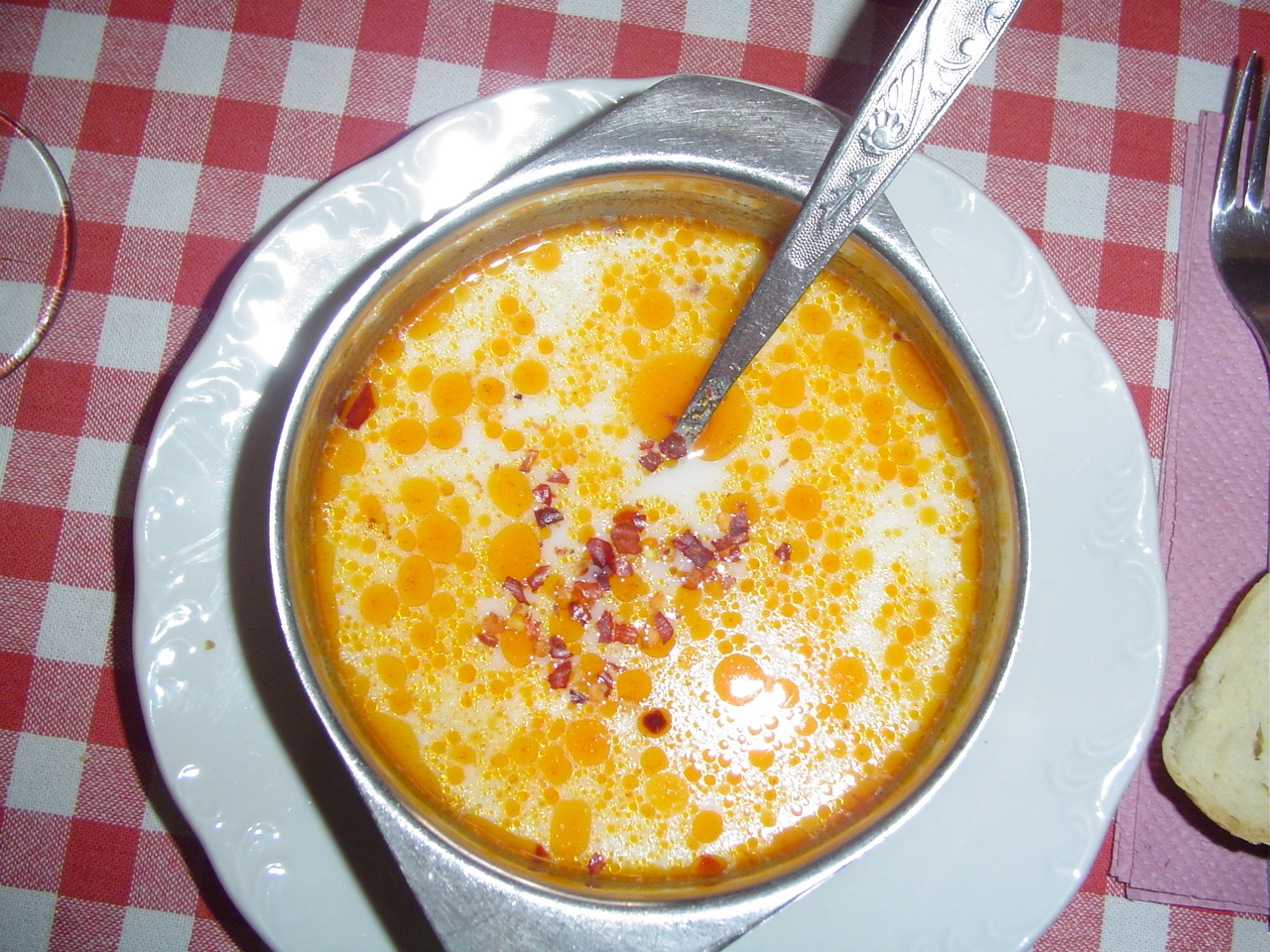
İşkembe çorbası
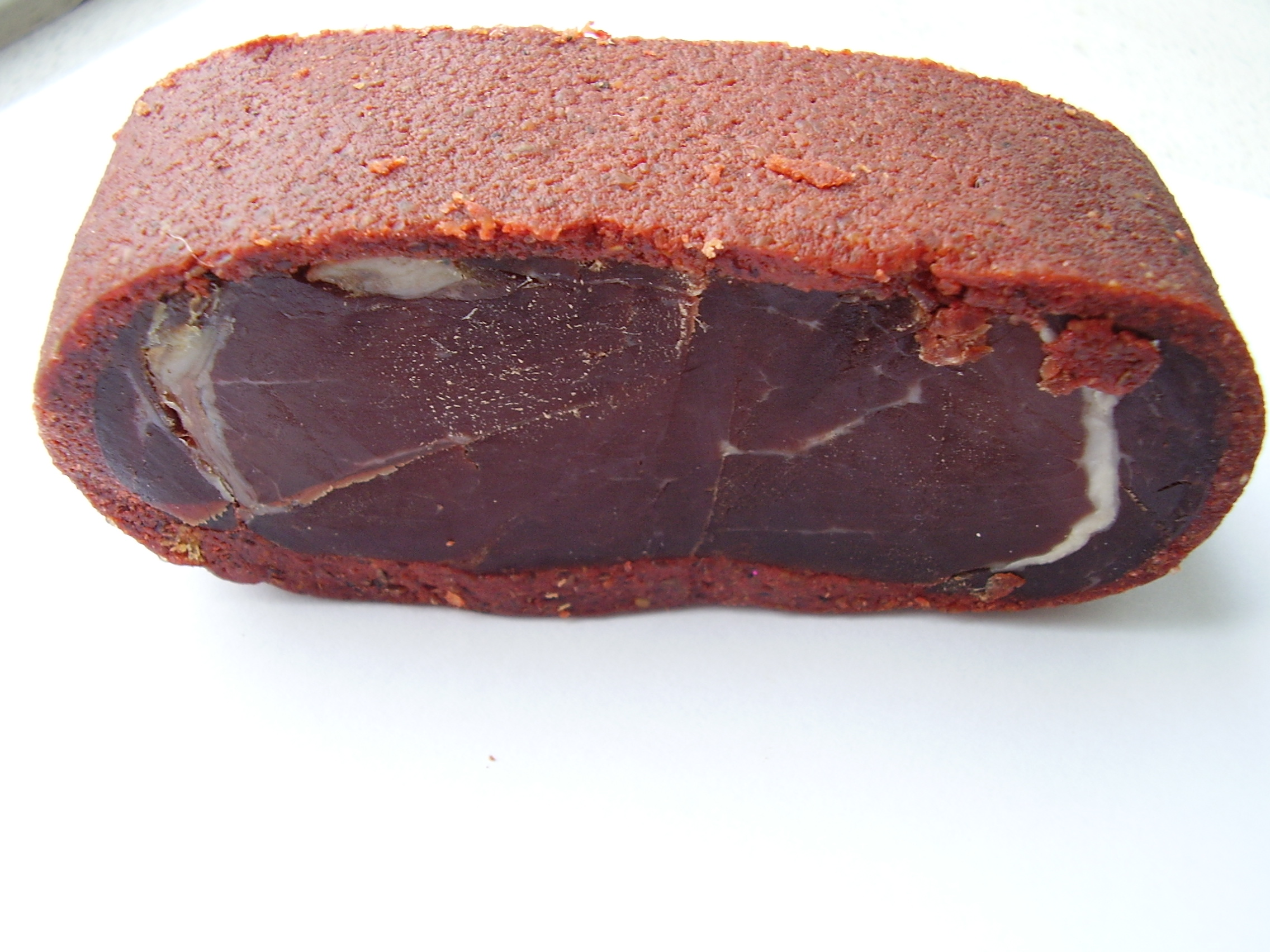
Pastırma
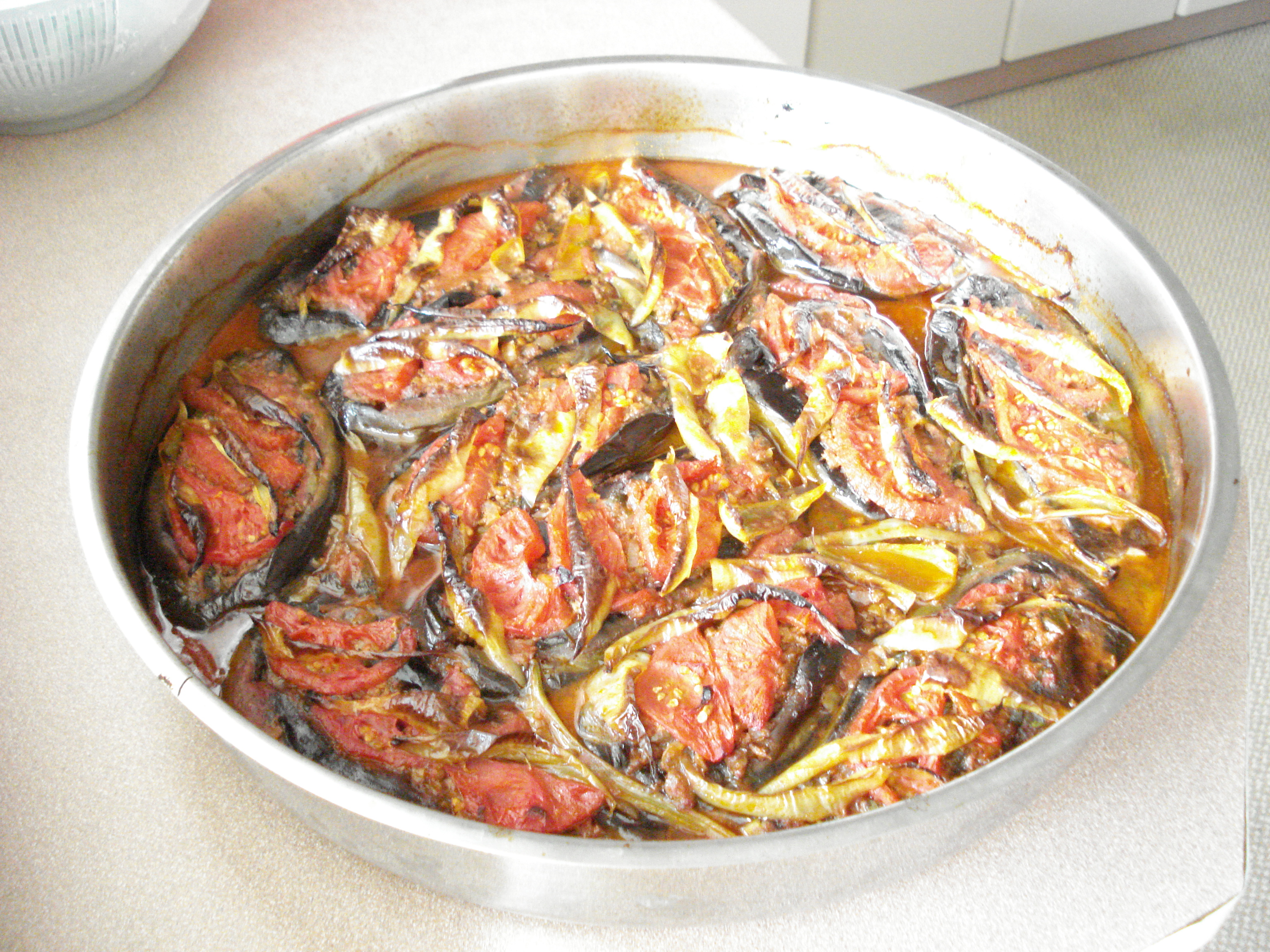
Karnıyarık

## Visgerechten
Turkije is aan drie zijden begrensd door visrijke zeeën. In de dichtbevolkte kustgebieden maakt vis een belangrijk deel uit van de lokale keukens. Vis wordt in de Turkse keuken op verschillende wijzen bereid; gegrild, gebakken, gekookt, gerookt of gestoomd. Ook kan het in brood worden verwerkt of met rijst en kruiden worden gevuld. In de Zwarte Zeeregio wordt vis gepaneerd met maïsmeel gefrituurd. Veel gegeten vissoorten in Turkije zijn ansjovis (hamsi), sardine (sardalya), bonito (palamut), goudbrasem (çipura), zeebaars (levrek), harders, wijting (mezgit), zwaardvis (kılıç), tarbot (kalkan) en epinephelus (lagos).

## Desserts en zoetigheid
Turks snoepgoed maakt gebruik van deegwaren, honing, noten en gedroogd fruit. De bekendste vormen van Turkse zoetigheden zijn lokum (ook wel Turks fruit genoemd) en baklava. Rijstepap met melk en honing is ook een populair nagerecht in Turkije.

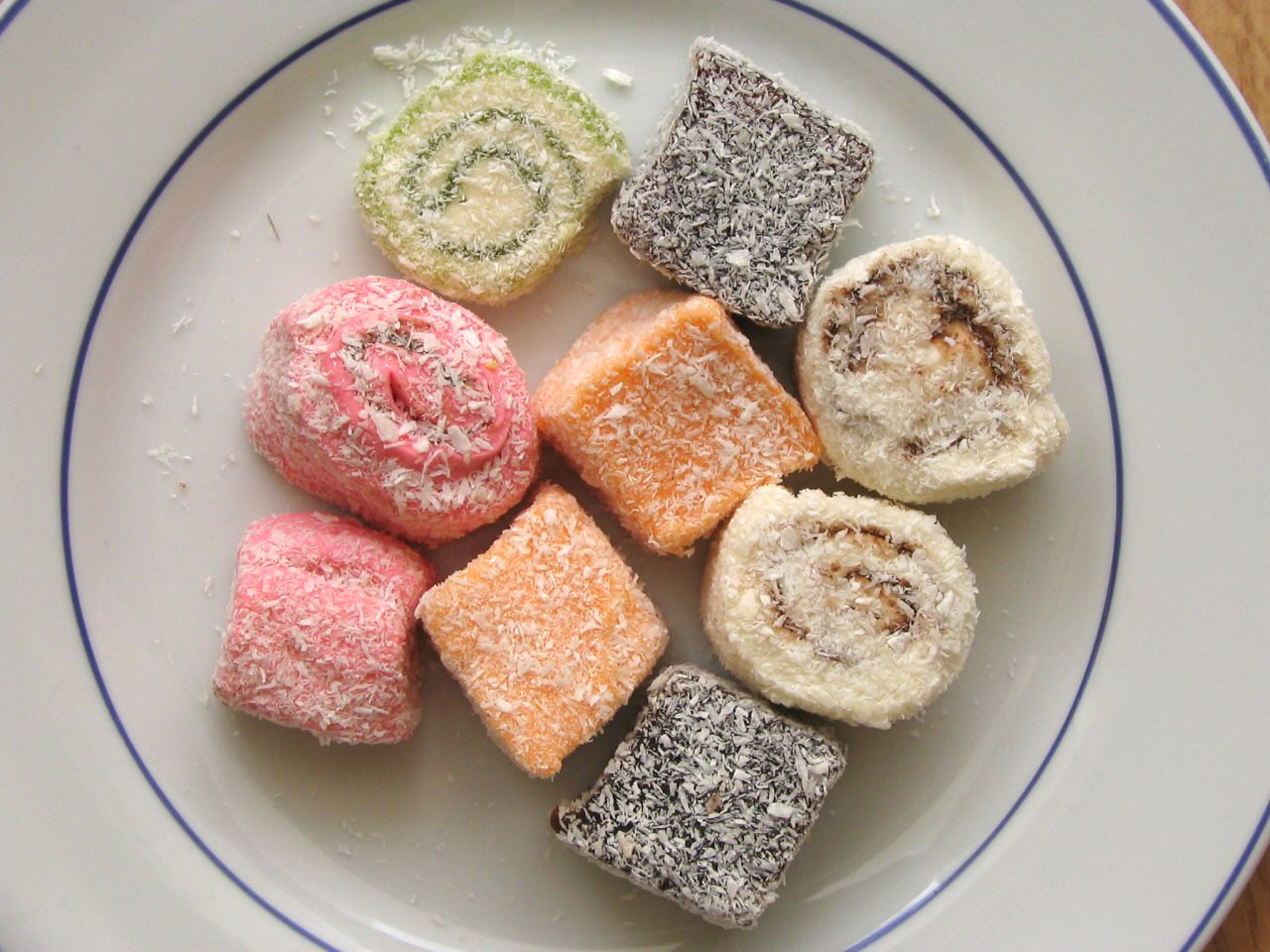
Lokum
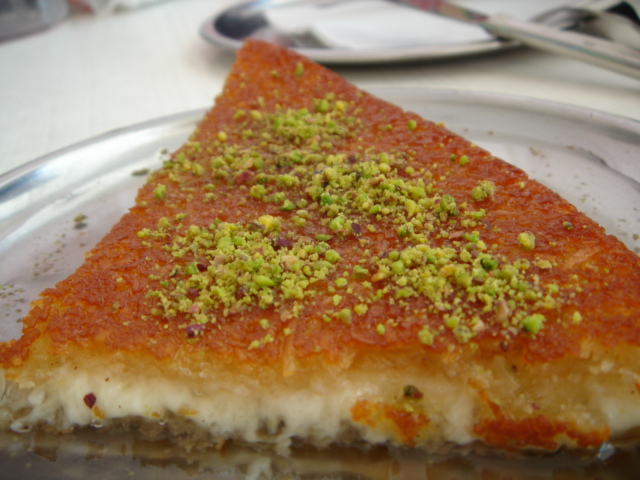
Künefe
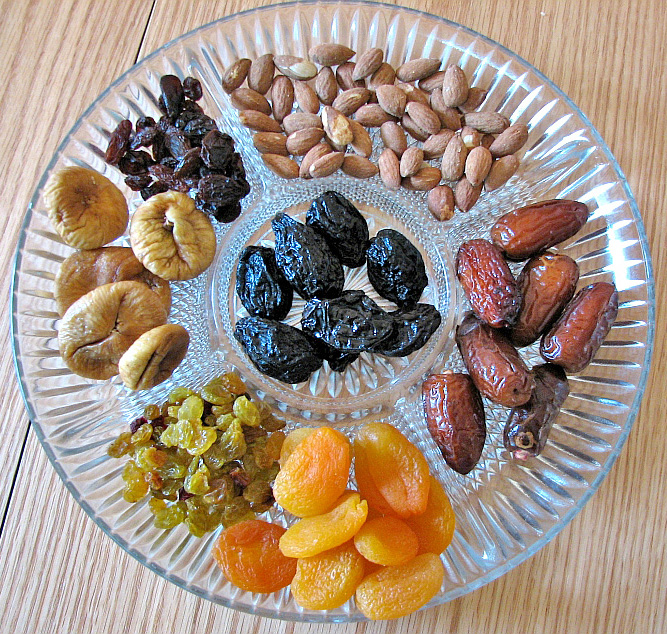
Gedroogde vruchten
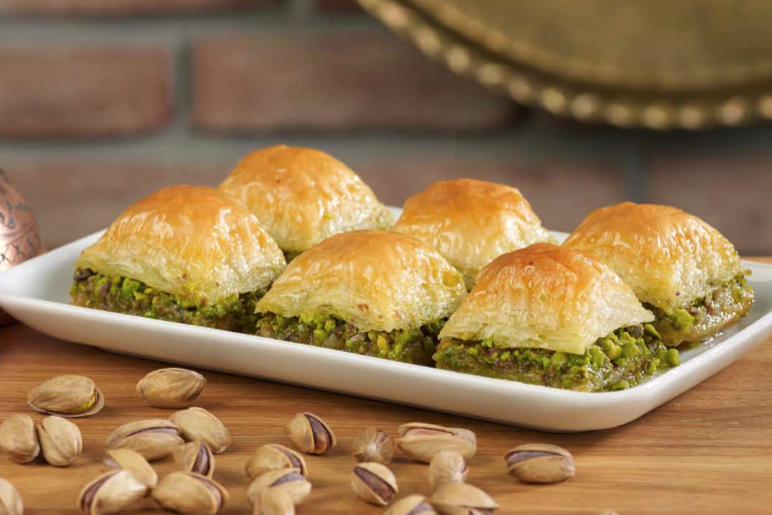
Baklava
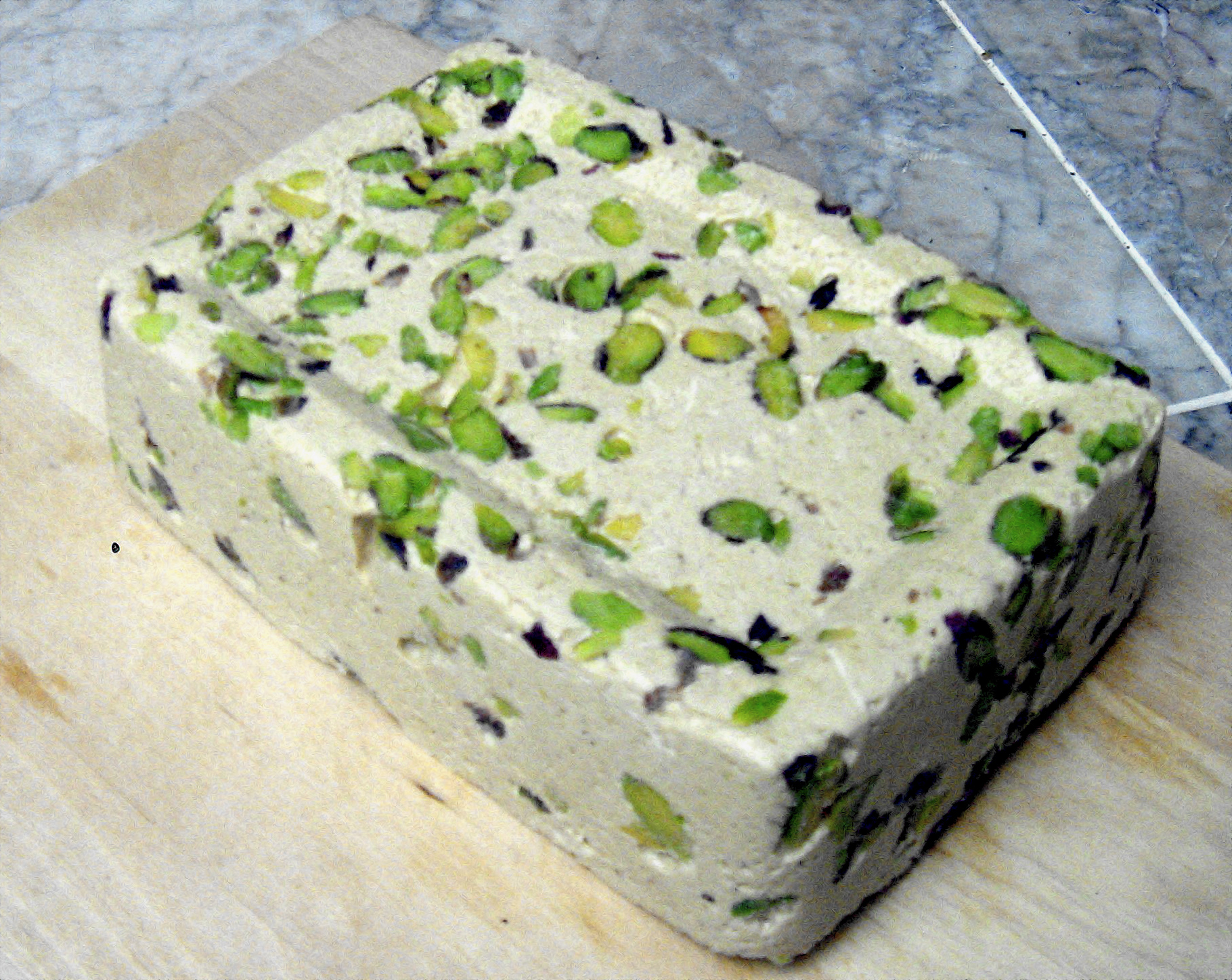
Halva
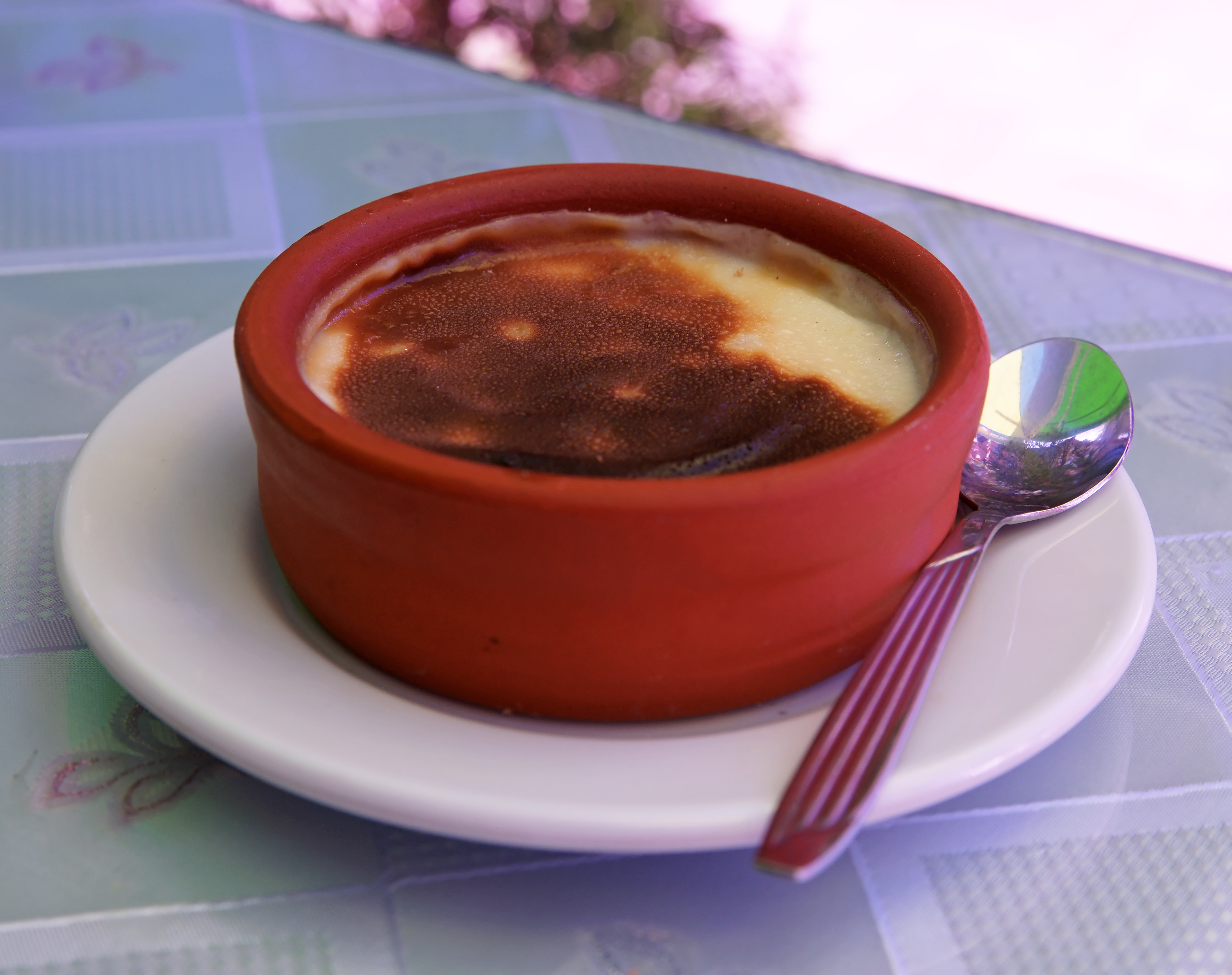
Sütlaç
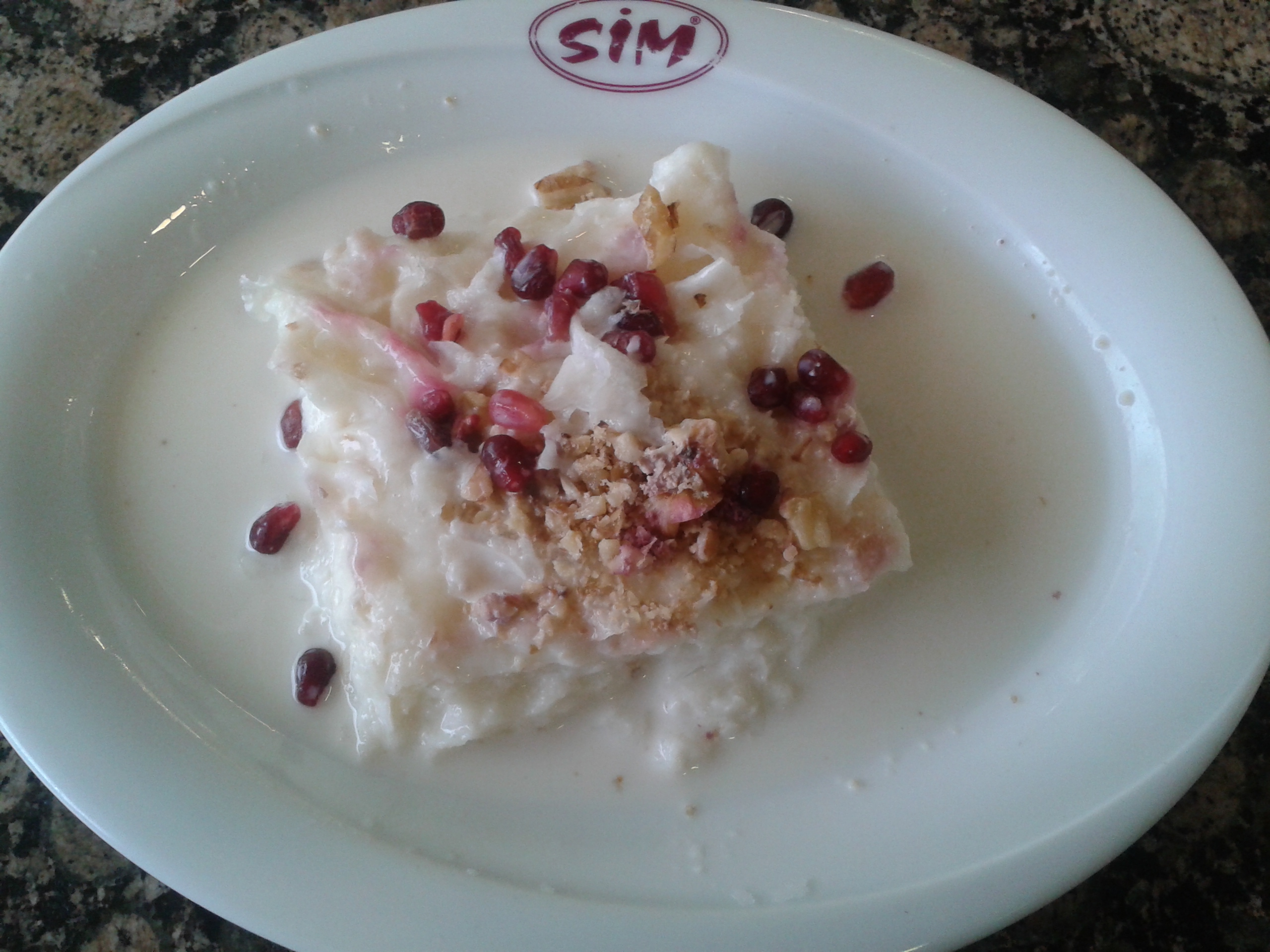
Güllaç
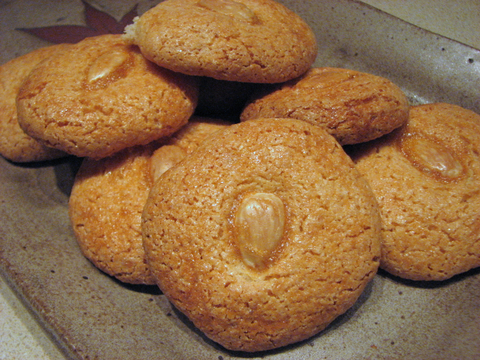
Acıbadem kurabiyesi
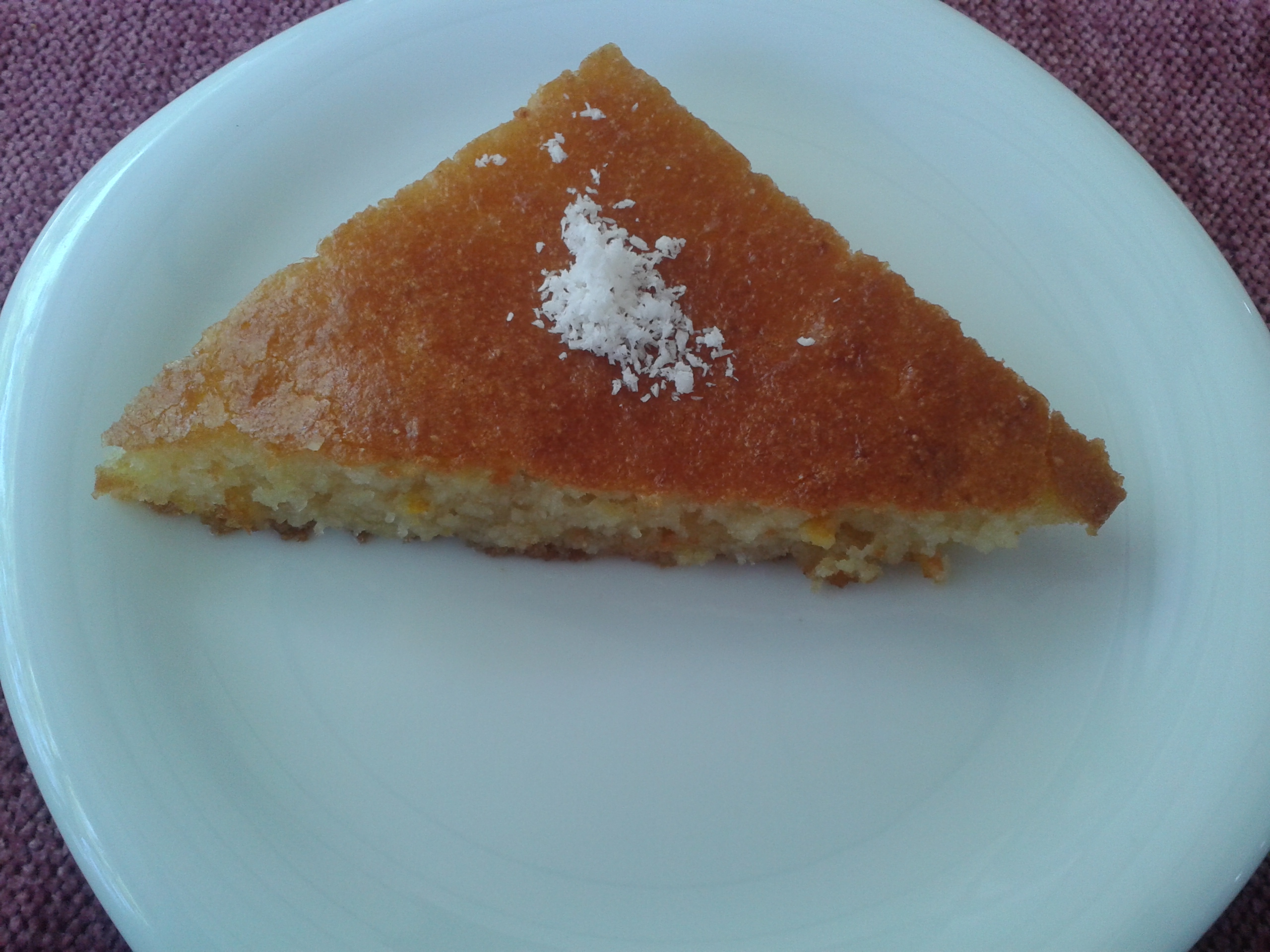
Revani
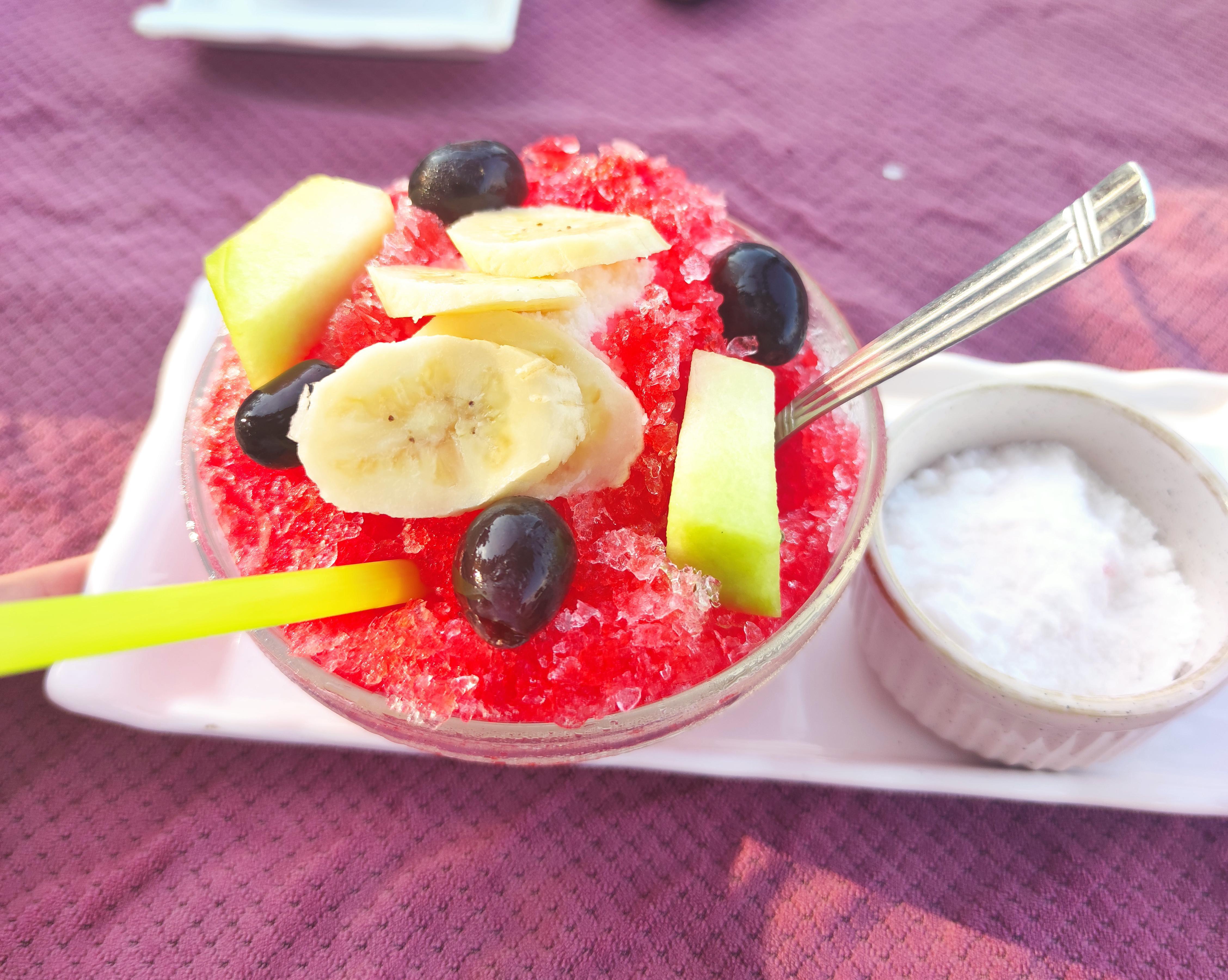
Bici bici

## Dranken

### Alcoholisch
Turkije is een van de grotere wijnproducenten ter wereld. Een Turkse sterke drank is raki. Deze anijslikeur wordt gewoonlijk aangelengd met water en wordt dan melkwit van kleur. Over het algemeen wordt raki eerder bij het eten gedronken dan ervoor. Een minder bekende Turkse drank, die vooral in Centraal-Azië geproduceerd wordt, is koemis. Dit drankje wordt uit gefermenteerde paardenmelk gemaakt en bevat zo'n 2% alcohol.

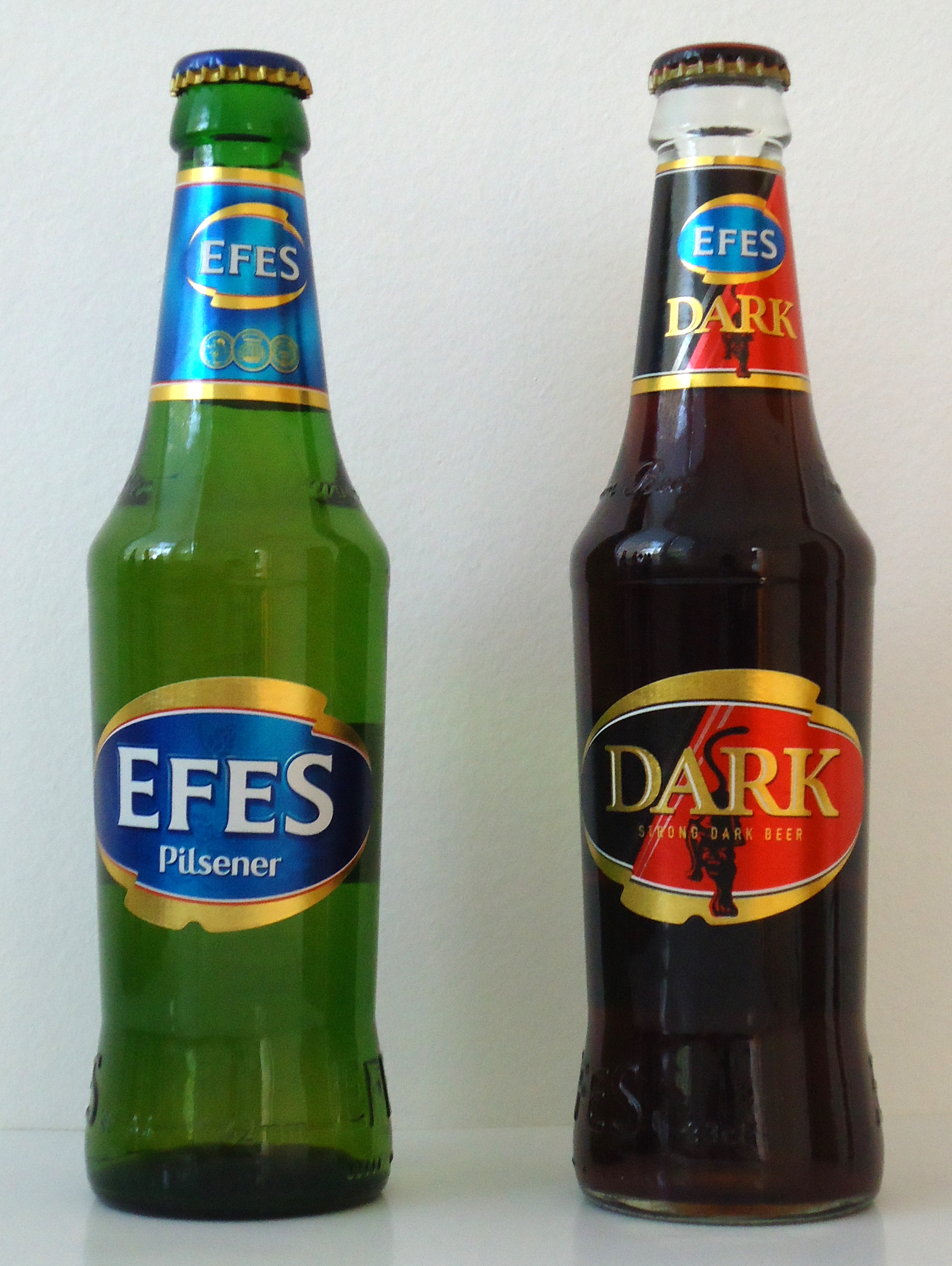
Turks bier

### Non-alcoholisch
Koffie (kahve), Thee (çay) en yoghurt-drink(ayran) worden in Turkije veel gedronken. Na de maaltijd wordt uit kleine kopjes Turkse koffie gedronken. Turkse koffie is ongefilterd en kan men maar deels drinken. In de koffiedrab zou men de toekomst kunnen aflezen. Thee wordt de hele dag door gedronken. De meeste thee die in Turkije wordt geconsumeerd is binnenlandse zwarte thee, uit de omgeving van Rize in het noordoosten van het land.

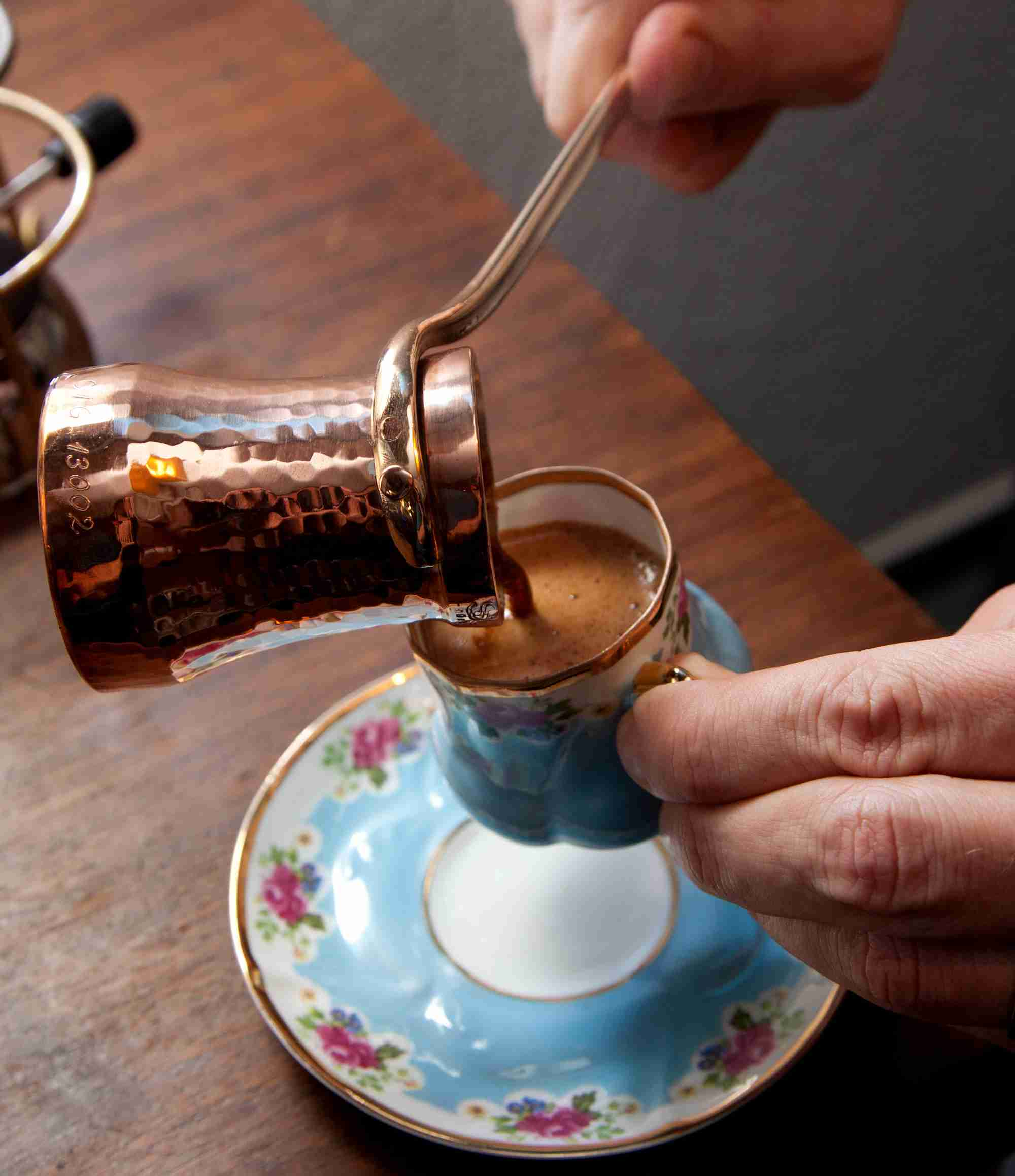
Turkse koffie
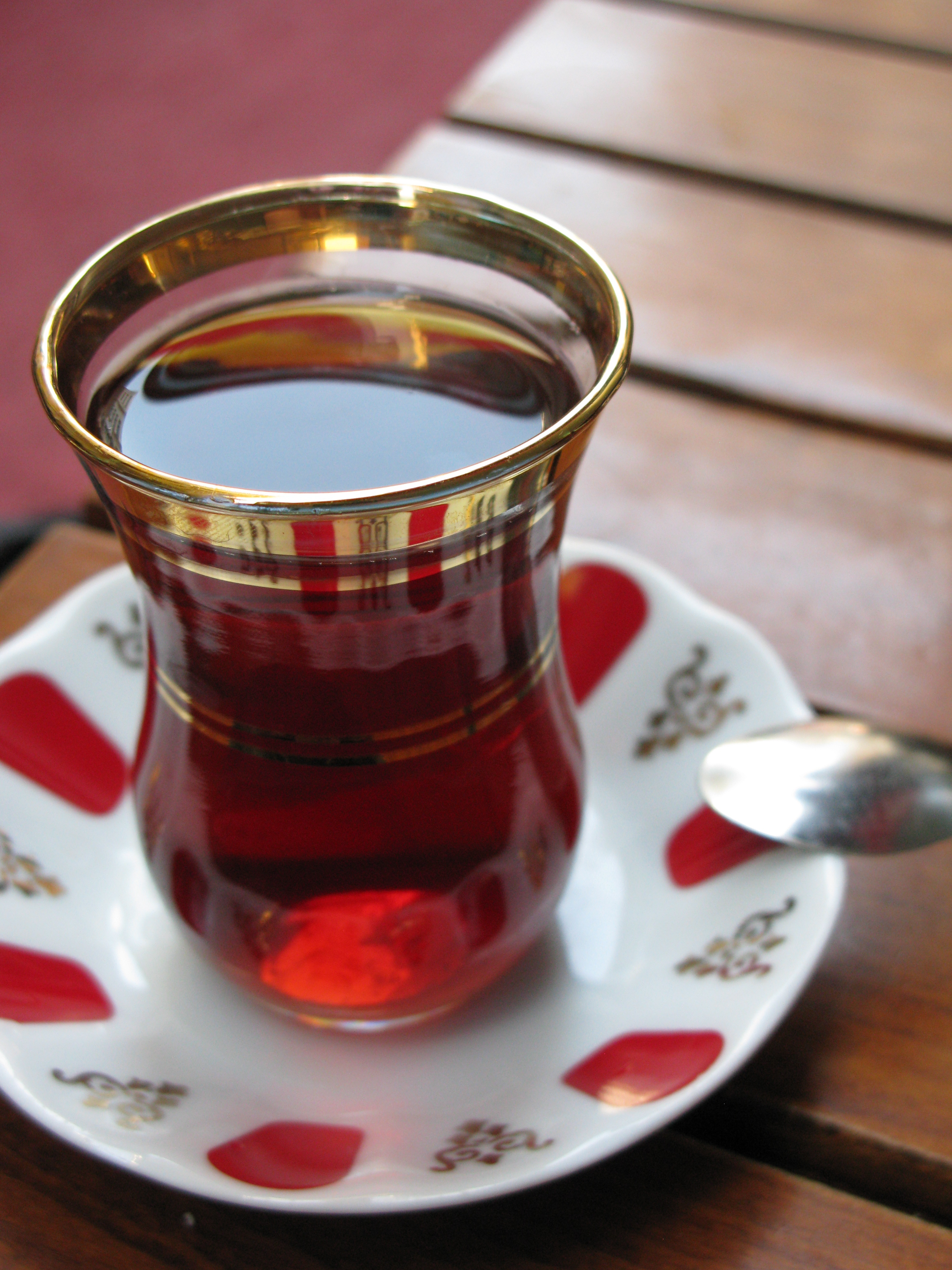
Thee
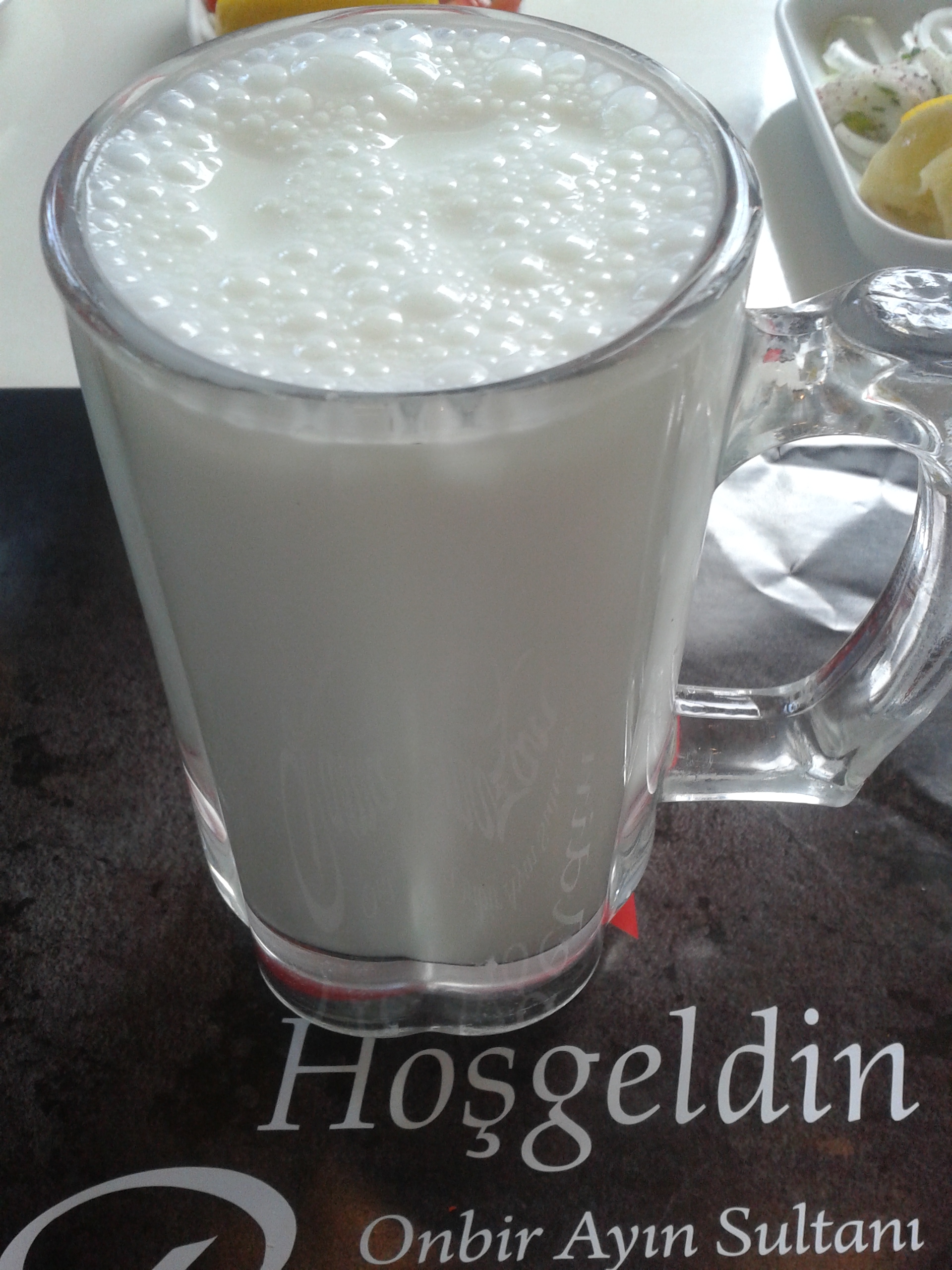
Ayran (yoghurt-drink)

## Restaurants
Er zijn verschillende soorten eetgelegenheden in Turkije. De bekendste is het kahve, het koffiehuis. Kleine wegrestaurants (lokanta) bieden reizigers simpele maaltijden als soepen en rijstschotels. Aan de oevers van de Bosporus in Istanbul en in alle vissersdorpen en havensteden zijn talrijke visrestaurants te vinden. Chiquere diners zijn te vinden in grotere steden en vijfsterrenhotels. In tegenstelling tot in veel andere islamitische landen zijn de restaurants in Turkije ook tijdens de vastenmaand gewoon open. In sommige conservatieve delen van het land wordt opzichtig en uitgebreid publiekelijk eten tijdens de ramadan echter als provocerend ervaren.

## Verwante keukens
- Griekse keuken
- Armeense keuken
- Arabische keuken
- Azerbeidzjaanse keuken
- Georgische keuken
- Perzische keuken
- Italiaanse keuken